# Santa Maria Gloriosa dei Frari
A Santa Maria Gloriosa dei Frari-bazilika a ferencesek temploma az olaszországi Velencében.
Jacopo Tiepolo dózse a 13. században földterületet adományozott a szerzeteseknek és egy nagyobb összeg felajánlásával egy kisméretű, Szűz Máriának ajánlott templom építését tette lehetővé. Az újabb, nagyobb templomot 1250-ben kezdték el építeni gótikus stílusban valószínűleg Nicolò Pisano tervei alapján. A jelenleg látható épület a harmadik ezen a helyen, építése 1333-ban kezdődött és 1492-ben szentelték fel. Az évszázadok során a templomban számos síremléket emeltek és értékes festményekkel díszítették. Napóleon uralma alatt a szerzetesektől elkobozták a templomot, a 20. század elején, 1902 és 1912 között restaurálták, majd egy évtizeddel később, 1922. június 25-én visszaadták a Ferences rendnek. 1926. február 1-jén Szent Ferenc halálának hétszázadik évfordulóján a templomot XI. Piusz pápa bazilika rangra emelte.

## Története

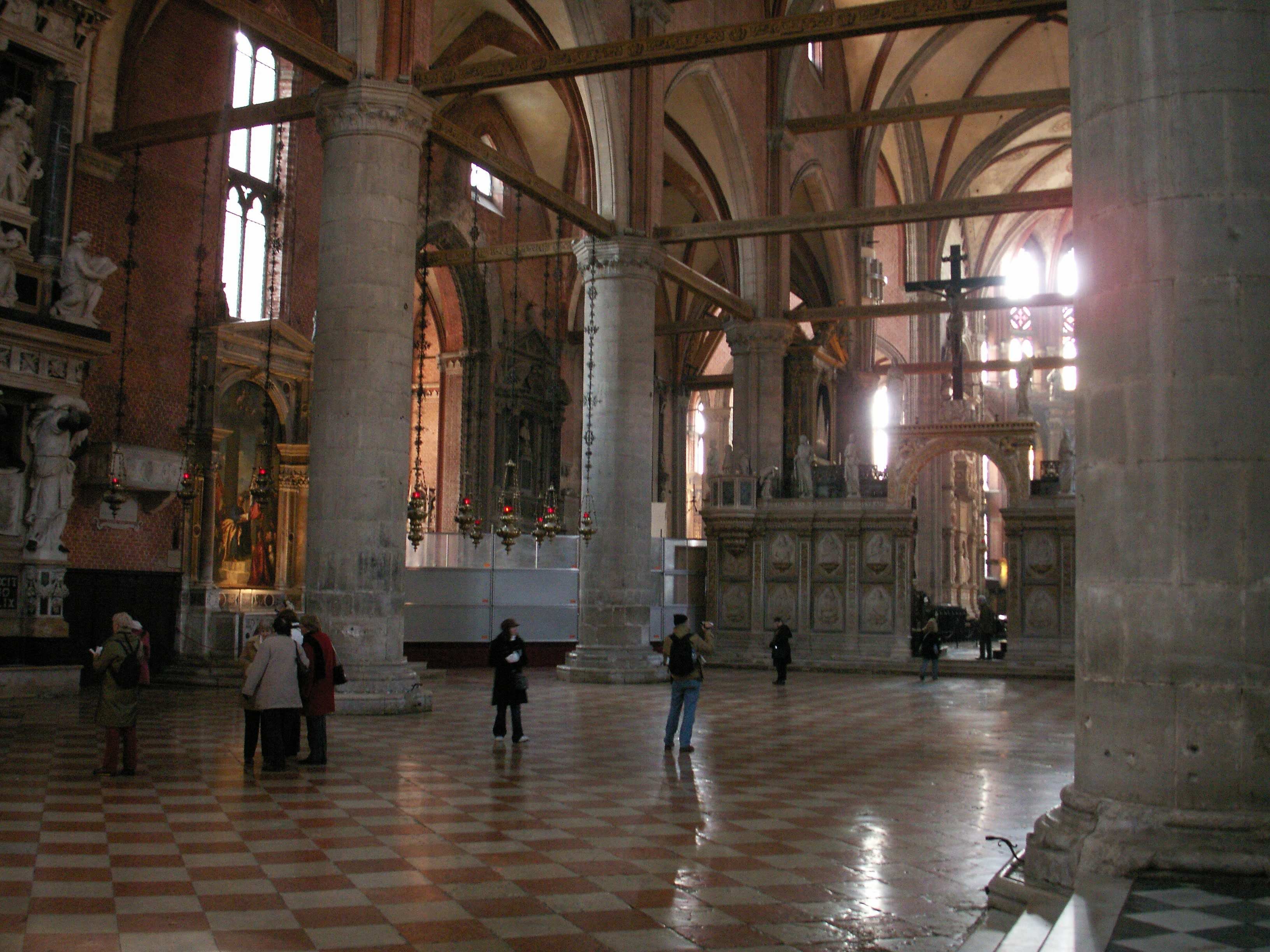
A templom belső tere

Assisi Szent Ferenc keleti utazásából hazatérőben valószínűleg 1220-ban kereste fel Velencét, de látogatásáról semmilyen konkrét bizonyíték nem maradt fenn. Velencei tartózkodása nagy hatást gyakorolt a városra, látogatását több mint egy évszázaddal később Andrea Dandolo dózse is megemlítette Chronicon Venetum című krónikájában. Néhány évvel azután, hogy III. Ince pápa jóváhagyta Szent Ferenc reguláját Jacopo Tiepolo dózse földterületet adományozott a szerzeteseknek és egy nagyobb összeg felajánlásával egy kisméretű, Szűz Máriának ajánlott templom építését tette lehetővé. A szerzetesek lecsapolták a mocsaras területet, és töltésekkel emelték meg a talajszintet. Az első, 1231 körül épült Frari-templom valószínűleg fából és téglából készült és 1234-től tesznek róla említést a források. Ezt az épületet akkor bontották le amikor a második templom elkészült. 1250. április 3-án a pápai legátus Ottaviano Ubaldi bíboros jelenlétében rakták le az újabb, nagyobb templom alapkövét, amelyet ekkortól neveztek Santa Maria Gloriosának, Mária mennybemenetelére utalva. Ez az épület valószínűleg Nicolò Pisano tervei alapján, gótikus stílusban készült. Tájolása pont ellentétes volt a jelenlegi templom tájolásával, erre azért volt szükség, mert a harmadik templom építése alatt a régi templom szentélyrésze használatban maradt. Francesco Dandolo dózse kezdeményezte a harmadik, mai is látható gótikus templom építését. Az építész neve a ferences templomokra jellemző módon nem maradt fenn, valószínűleg egy szerzetes lehetett. A forrásokból csak annyi derül ki, hogy Scipione Bon 1400 körül az építkezésen dolgozott. Az építkezést 1333-ban kezdték el és a munkálatok olyan gyorsan folytak, hogy már három évvel később elkészültek az apszisok és a négyezet. Ugyanekkor építették meg a sekrestyét és a káptalantermet is, a harangtornyot 1361 és 1396 között emelték. A szerzetesek az építkezéshez jelentős anyagi segítséget kaptak a Városi Tanácstól ezenkívül Giacomo Piazza, a Giustiniani család és a római Paolo Savelli is komoly adományokkal járult hozzá a kivitelezéshez. Ennek köszönhetően 1407 és 1420 között elkészültek a templomhajók is. Ugyanebben az évben emelték Federico Corner örököseinek megbízásából a Szent Márk-kápolnát. A Szent Péter-kápolnát Pietro Emiliani vicenzai püspök építtette 1432-ben. A homlokzatot 1441-ben fejezték be. 1468-ban állították fel a főoltárt és helyére került a kórus is. 1473-ban a kórus külső oldalát márvány domborművekkel borították. A főoltárt 1469 február 13-án szentelték fel III. Frigyes császár jelenlétében. Az egész templomot 1492. május 27-én szentelte fel Pietro Pollagari da Trani püspök. A következő évszázadokban a templomban számos síremléket emeltek és értékes festményekkel díszítették. 1797-ben a francia megszállás alatt az oltárok ezüstdíszítését ellopták. Napóleon uralma alatt a szerzetesektől elkobozták a templomot és Tiziano Mária mennybemenetele oltárképét a Galleria dell’Accademiába szállították. A 18. század elején állították fel Canova és Tiziano síremlékeit. A templomot a 20. század elején, 1902 és 1912 között restaurálták, szerkezetét megerősítették, majd egy évtizeddel később, 1922. június 25-én visszaadták a ferences rendnek. 1926. február 1-jén Szent Ferenc halálának hétszázadik évfordulóján a templomot XI. Piusz pápa bazilika rangra emelte.

## Méretek és az épület külseje

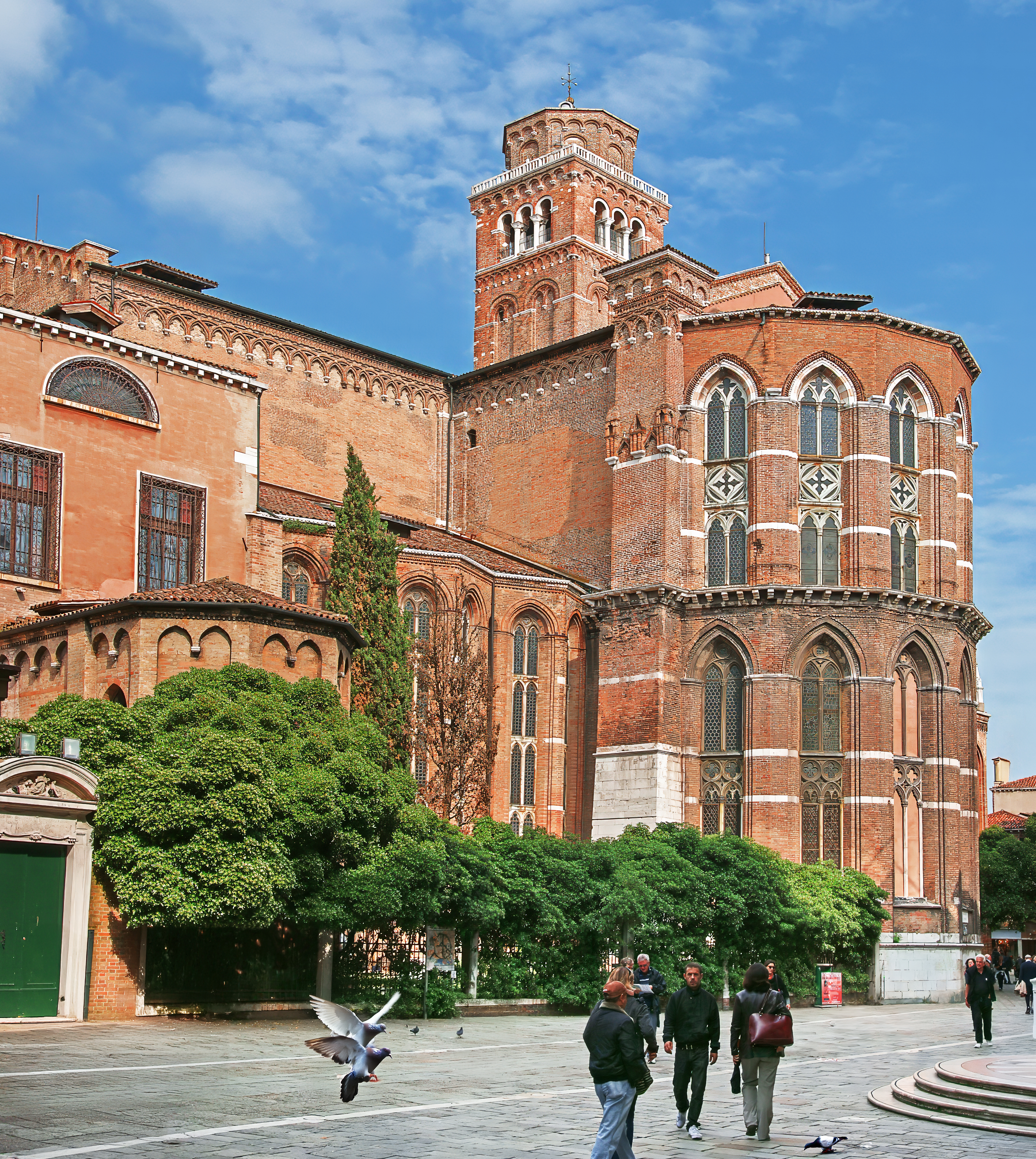
A templom apszisa

A bazilika hosszúsága száz, szélessége harmincegy méter. A főhajó tizennégy a két oldalhajó hét-hét méter széles. A kereszthajó a főhajóhoz hasonlóan tizennégy méter széles, hosszúsága negyvenöt méter. A belső tér legmagasabb pontja huszonnyolc méteres magasságban van. A harangtorony magassága eléri a hetven métert, ezzel a második legmagasabb harangtorony a városban a Szent Márk-bazilika tornya után. A templom homlokzatát a belső háromhajós térnek megfelelően két dísztelen pillér három részre osztja. A tetővonalat kisméretű, vak boltívek sora szegélyezi. A csúcsíves bejárat két oldalát márványoszlopok díszítik. A bal oldali oszlop tetején Szűz Mária a jobb oldali oszlopon Szent Ferenc szobra látható, mindkettő Bartolomeo Bon 15. századi munkája. A csúcsív tetején a Feltámadt Krisztust ábrázoló szobor Alessandro Vittoria 1581-ben készült alkotása. A bejárat feletti lunettában alig kivehető Gaetano Zompini megfakult 18. századi festménye, a Szűz Mária angyalok között. A homlokzat három rózsaablaka közül a bal oldalinak a szegélyén oroszlánok és liliomok láthatók. A jobb oldali rózsaablak keretét Páduai Szent Antal alakjával díszítették. A homlokzat csúcsán és a két pillér tetején egy-egy kioszk áll, velencei-bizánci stílusú oszlopfőkkel. A templom oldalán lévő négy gótikus kapu mind megmunkálásában, mind korát tekintve igen eltérő. A középső bejáraton keresztül lehet a bal oldalhajóba jutni. A bejárat csúcsíves kerete vörös és fehér kőből készült, fölötte egy Szűz Máriát a gyermekkel ábrázoló kisméretű domborművel. A Szent Péter-bejárat szintén vörös és fehér kőből készült, fölötte a lunettában Szent Péter, a csúcsív tetején a Megváltó szobrával. Valószínűleg mindkét szobor a Dalle Masegne testvérek műhelyében készült a 14. vagy a 15. században. A kereszthajó bejárata, amelyet Szent Ambrus bejáratának is neveznek a legegyszerűbb kialakítású a négy közül. Tetejét Szent Ferenc 14. században készített szobra díszíti. Az utolsó, a Szent Márk bejárat a Corner-kápolnába vezet. Fölötte a lunettában a Madonna a Gyermekkel késő gótikus stílusú domborműve az egyik legszebb Velencében. Eredetileg Jacopo della Quercia művének tartották, majd később Pietro Lamberti neve is felmerült, de az 1976-ban elvégzett restaurálás után úgy tűnik, hogy a velencei Bartolomeo Bon munkája. A román stílusú harangtorony építését 1361-ben kezdték meg Jacopo Celega irányításávan, majd a munkát fia Pierpaolo fejezte be 1391-ben. Teljes egészében téglából építették, leszámítva a szintek közötti vékony isztriai kőből készült sávokat. 1490-ben egy villámcsapás következtében komolyan károsodott, ekkor épült a tetején látható nyolcszög alakú dob. 1902-ben a Szent Márk-bazilika harangtornyának összeomlása után alapzatát több száz földbe vert cölöppel erősítették meg. Körülbelül a torony felénél a csatorna felé néző oldalon két egykorú alkotás kapott helyet: a domborművön azt a jelenetet ábrázolták, amikor Szent Ferenc megkapja a stigmákat, az övpárkányzat feletti szentélyfülkében Szűz Mária és a Gyermek szobra helyezkedik el. A templom szentély felőli oldalán kilenc apszist alakítottak ki. A középső, kétszintes kettős ablakokkal megvilágított apszis magassága megegyezik a főhajó magasságával. A többi apszis egyszintes, magasságuk körülbelül fele a középső apszisénak. A templom ablakainak kialakításában két stílust különíthetünk el. Az első típus az apszisokon és közelükben látható, és egymás fölött elhelyezett csúcsíves ikerablakok alkotják, amelyeket egy vagy két áttört erezetű négylevelű lóheredíszes párkányzat választ el egymástól. A homlokzathoz közelebb megfigyelhető másik típusú ablak szintén csúcsíves ikerablak, azonban elválasztó párkányok nélkül.

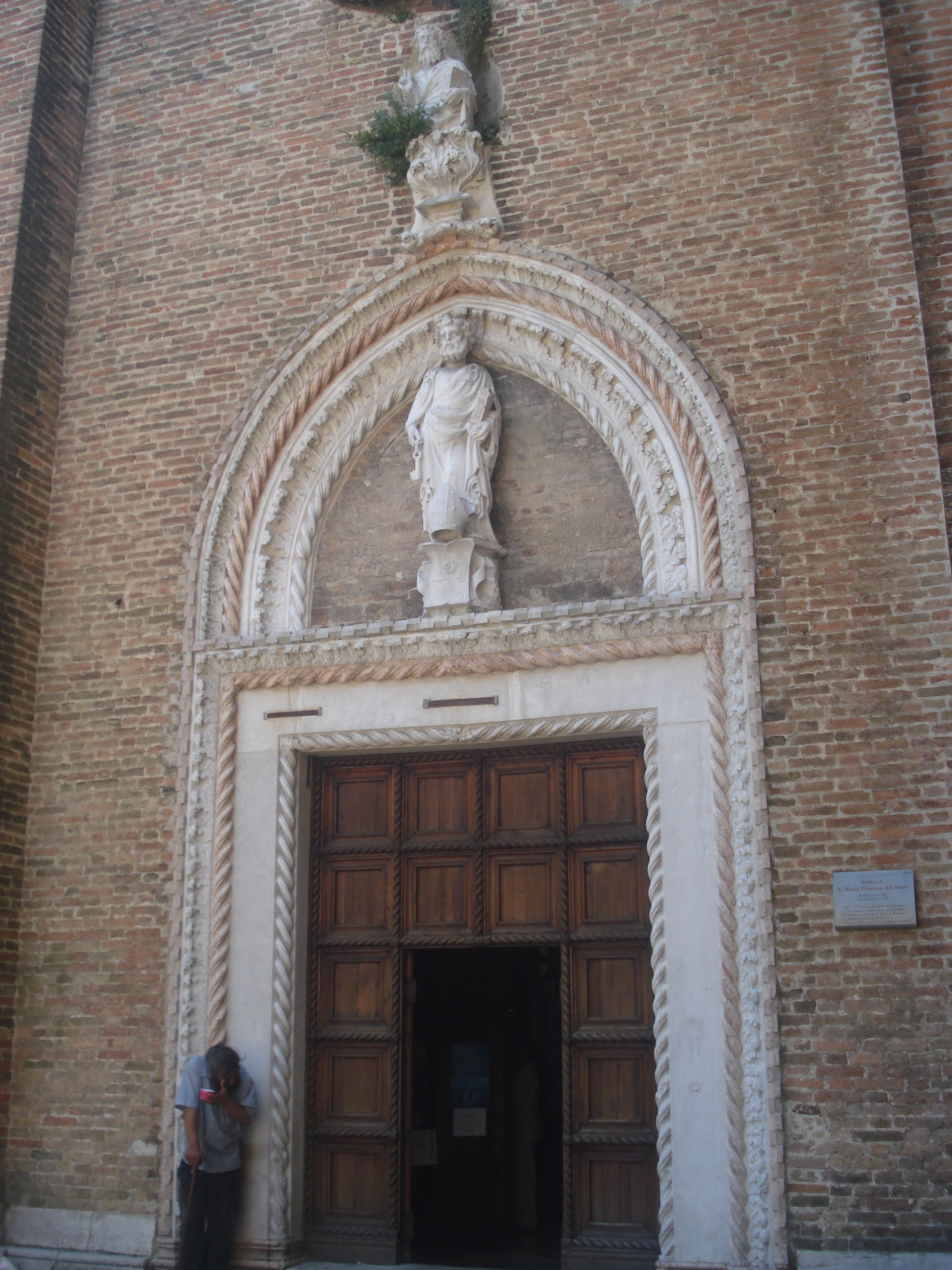
Szent Péter-bejárat
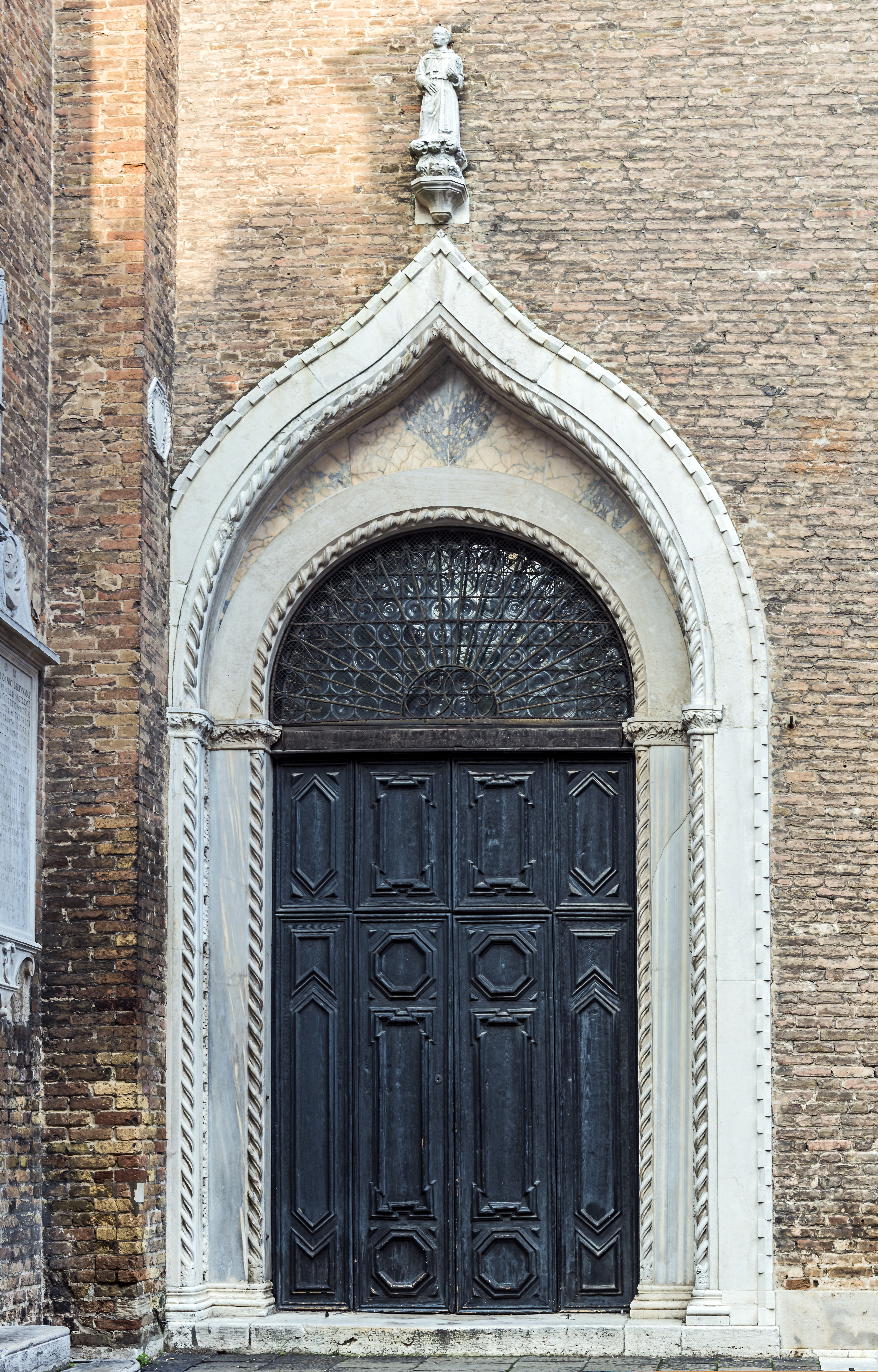
Szent Ambrus bejárat
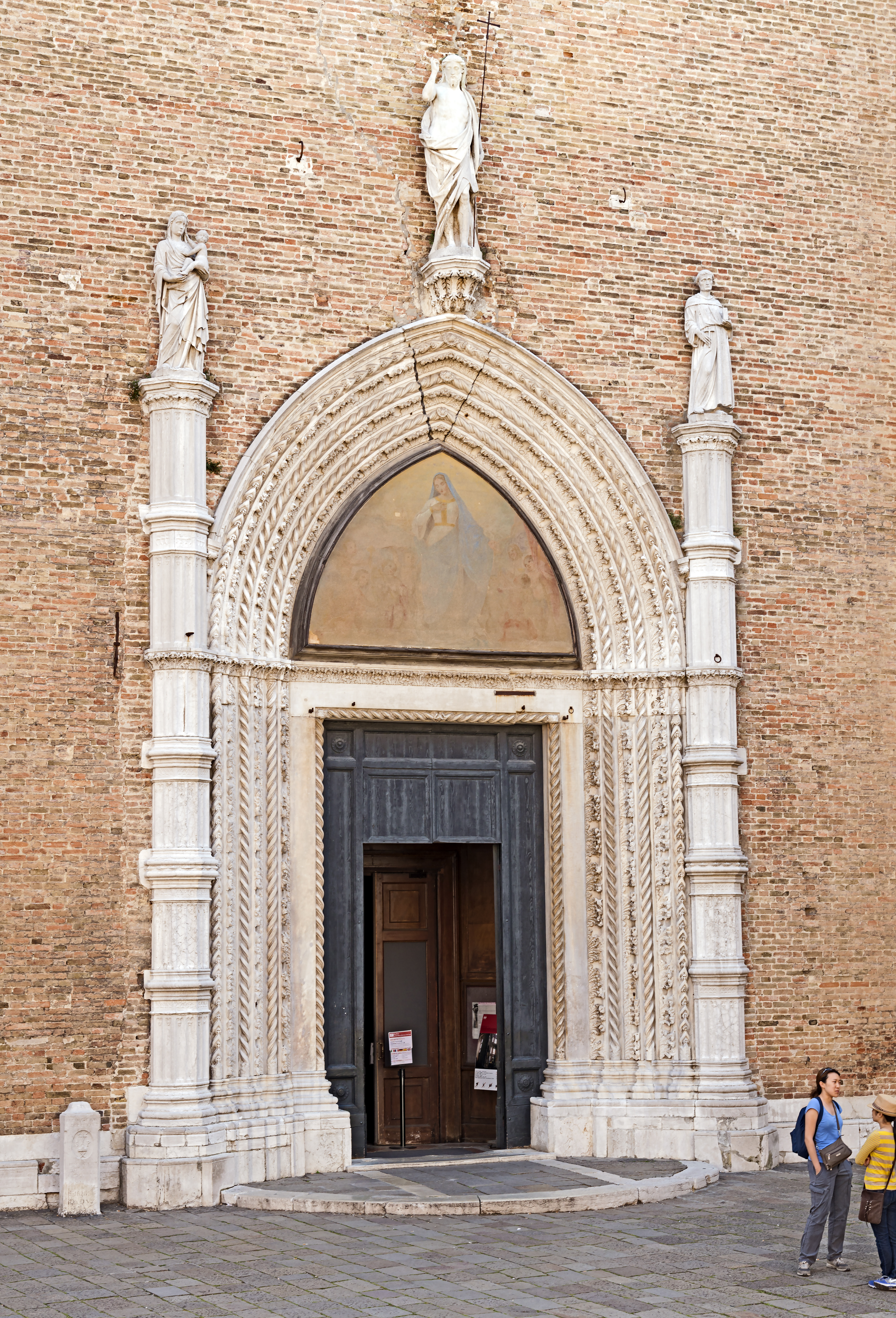
A középső bejárat
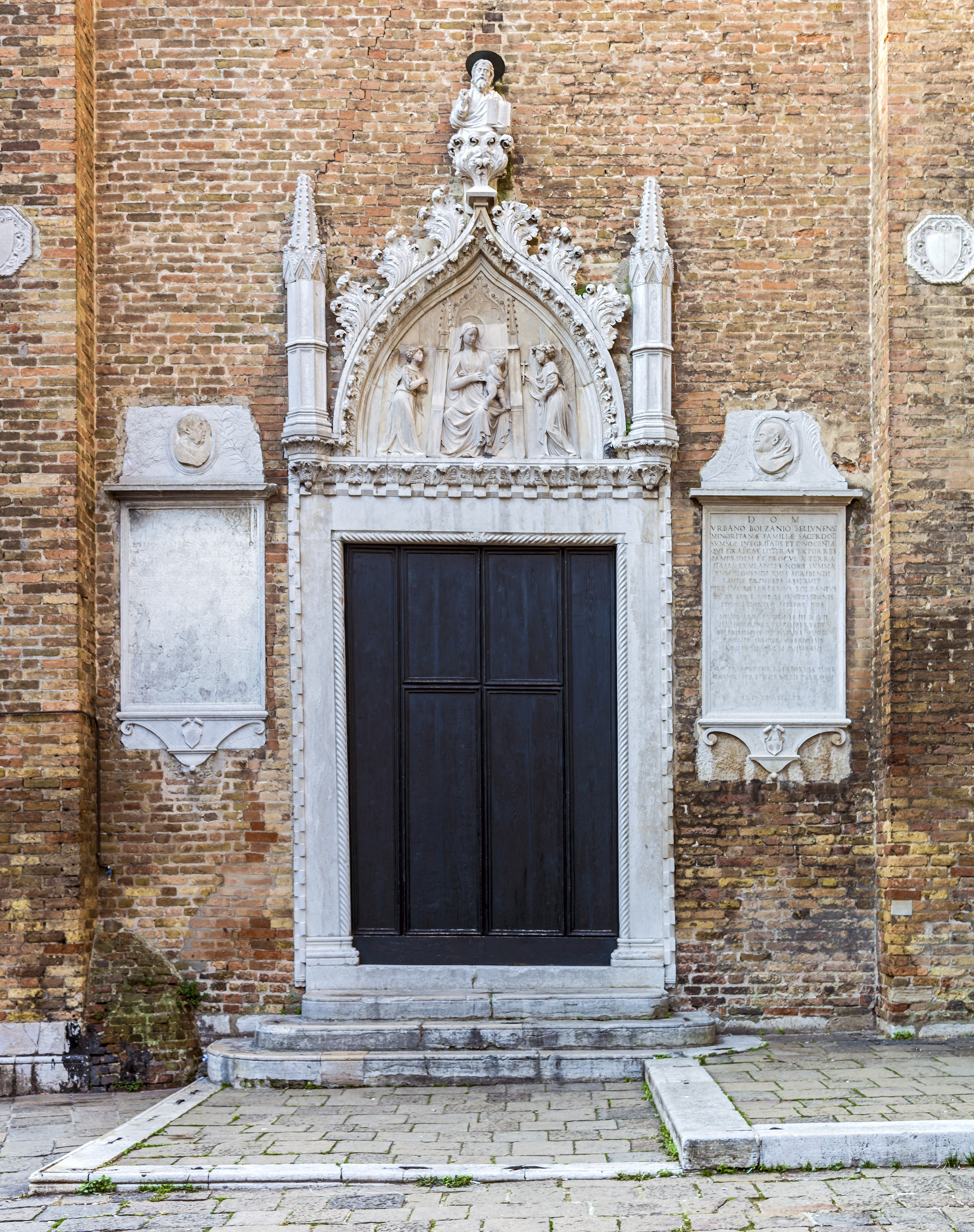
A Corner-kápolna bejáratának domborműve

## A belső tér

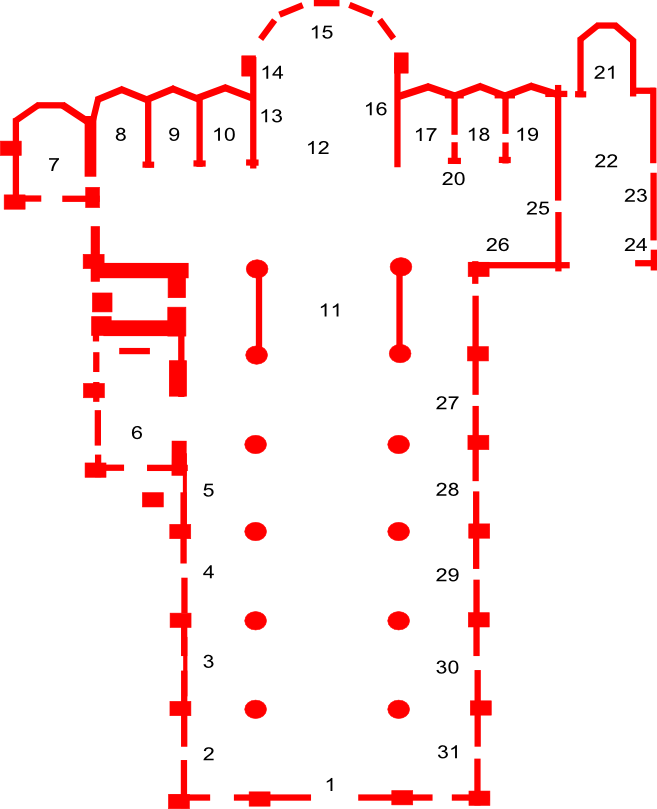
A templom alaprajza

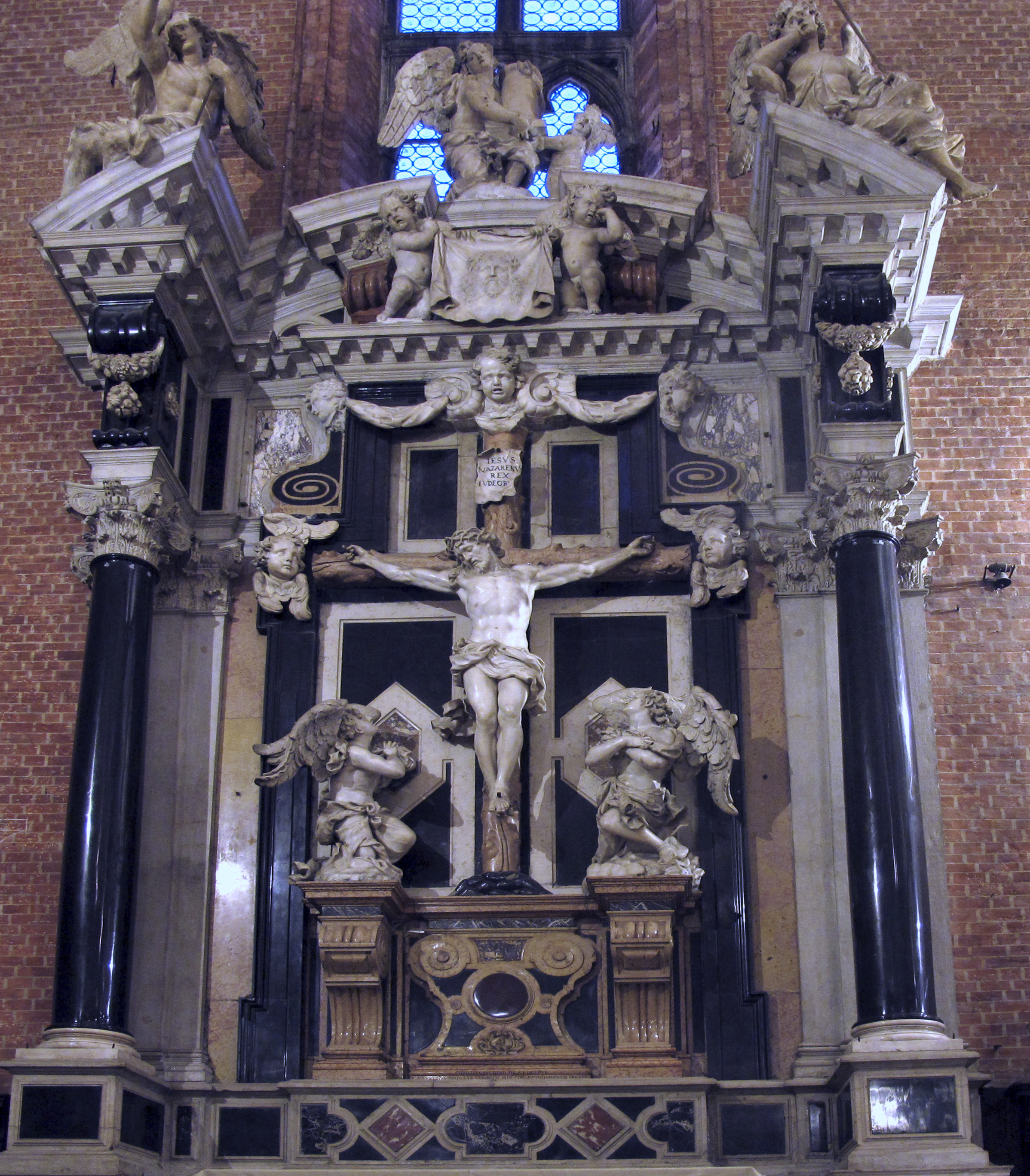
A Feszület-oltár

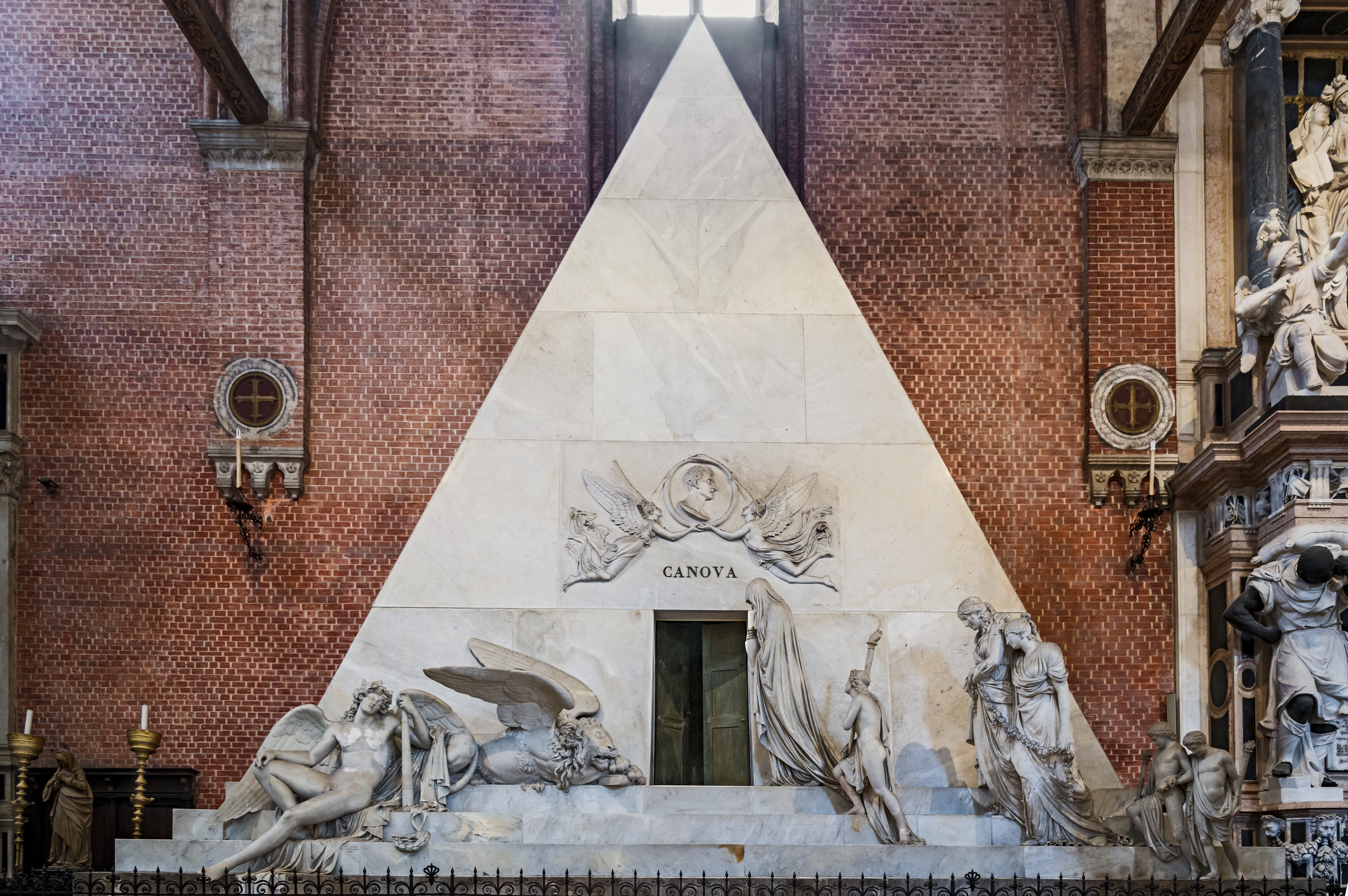
Antonio Canova emlékműve

A templom latin kereszt alaprajzú háromhajós épület, a kereszthajó végében kápolnasorral. A hajókat tizenkét henger alakú pillér választja el egymástól, amelyeknek törzsét levélcsokrokkal díszített nyolcszögletű abakusz zárja le. A templomhajókat fagerendák kötik össze, ezek semlegesítik a magasba nyúló belső boltívek feszítőerejét, és pótolják a hiányzó külső támpilléreket. A padló vörös és fehér veronai márványból készült. Az ötödik és hatodik oszloppár között álló kórushoz három lépcsőfok vezet fel, majd a szentély is újabb három lépcsőfokon keresztül közelíthető meg. A téglafalak színe éles kontrasztban áll a síremlékek és az oszlopok színével. A templom az oldalfalakban és az apszisok falában kialakított ablakokon keresztül kap fényt.

### A homlokzat belső oldala (1.)
A főbejárat fölött kapott helyet az 1688-ban Negroponte ostrománál elesett Girolamo Garzoni szenátor emlékműve. Az elhunytat állva, teljes harci díszben ábrázolták Velence és a Vallás alakjai között, ahogy egy angyal megkoronázza. Baloldalt Alvise Pasqualigo (†1528), a Szent Márk-bazilika prokurátorának szarkofágját építették a falba. A síremlék még életében elkészült, valószínűleg Lorenzo Bregno tervei alapján. Jobboldalt Pietro Bernardino szenátor, Velence egyik híres diplomatájának kora reneszánsz síremléke látható. Az emlékmű két részre oszlik. Az alsó rész egy háromrészes elegáns urna, rajta többek között Ádámot, Évát, egy sast, és medúzafejet ábrázoló domborművekkel. Az urna Tullio Lombardo késői munkája, amely már a szenátor életében, 1524-ben elkészült. A felső rész szoborcsoportját 1588-ban a szenátor fiainak, Girolamo és Lorenzo Bernadonénak megbízásából készítették. A három szobor a Megváltó előtt térdelő szenátort ábrázolja, ahogy patrónusa Szent Péter közbenjár az érdekében. A síremlékek fölé Tintoretto követőjének Flaminio Florianinak Szent Antal csodáit ábrázoló nyolc vászonképét helyezték el. A kilencedik vászon, amely Pasqualigo síremléke fölött látható, rajta Szent Antallal és padovai templomával Pietro Muttoni ismertebb nevén Della Vecchia alkotása. A Szent Antal nevét viselő közösség 1439-ben költözött át a San Simeone Profeta-templomból a Frariba. Amikor a törökök 1652-ben megostromolták a velencei fennhatóság alatt álló Krétát, Szent Antalt is a város védőszentjei közé választották.

### A Feszület-kápolna (2.)
Az eredetileg a szemközti templomhajóban elhelyezett Feszület-oltárt 1672-ben Agostino Maffei atya megbízásából állították fel, Baldassare Longhena tervei alapján. Az oltáron látható szobrokat Juste Le Court faragta. A két fekete márványoszlop fölött a timpanon közepén két puttó Veronika kendőjét ábrázoló domborművet emel a magasba. A timpanon tetején három angyal a Passió kellékeit tartja a kezében, míg két másik angyal a kereszt előtt térdel. A kereszt lábánál álló, fából készült Szűz Mária-szobor a szomszédos Szentháromság-kolostorból került ide, miután a kolostort levéltárrá alakították át. Az oltár mellett jobbra a ferencesek egyik jótevője, Simonetto Dandolo (†1360) szenátor síremléke kapott helyet. Az urna alatt a venetói Angelo Venturini 18. századi festménye a tanítványait megáldó Keresztelő Szent Jánost ábrázolja. Baldassare Stella atya megbízásából készült 1592-ben az oltár előtt az oszlopnál álló szenteltvíztartó, Girolamo Campagna szignált alkotása.

### Antonio Canova emlékműve (3.)
A fehér márvány síremléket Canova 1794-ben Tiziano síremlékének tervezte, de felállításához nem gyűlt össze a szükséges pénz. Ezután Ausztriai Mária Krisztina síremlékének szánták a bécsi Ágoston rendiek templomába. Canova 1822 októberében meghalt, testét szülőföldjére Possagnóba szállították, de szíve a városi tanács kérésére egy porfir urnában Velencében maradt. Ezután a Velencei Akadémia elnökének, Leopoldo Cicognarának javaslatára az emlékművet Canova számára építették fel. A városból és külföldről is érkeztek felajánlások a kivitelezéshez, így az emlékmű 1827-re elkészült, és elhelyezték benne a művész szívét tartalmazó urnát. A síremlék a neoklasszicizmus egyik legszebb alkotása, de a fehér márvány éles kontrasztban áll környezetével és nem illik teljesen a templom emlékművei közé. Canova tanítványai készítették, Bartolomeo Ferrari, Rinaldo Rinaldi, Luigi Zandomeneghi, Jacopo De'Martini és Antonio Bosa. Piramis alakú, nyitott ajtaja felé nőalakok és géniuszok közelednek. A bejárathoz legközelebb álló, síró nőalakot a Szobrászat allegóriáját Bartolomeo Ferrari faragta. A mögötte haladó, virágfüzért tartó nők Luigi Zandomeneghi munkái, s a Festészetet és Építészét jelképezik. A három égő fáklyát tartó géniusz, a halhatatlan művészet jelképei Jacopo De'Martini alkotásai. A bejárattól balra ülő, eloltott fáklyát tartó Canova géniuszát, és mellette Velence szárnyas oroszlánját Rinaldo Rinaldi készítette. Az ajtó fölött Antonio Bosa domborművén két angyal Canova képmását tartja, amelyet egy kígyó, a halhatatlanság szimbóluma fog körbe.

### Giovanni Pesaro dózse emlékműve (4.)
A bejárati oldalajtót is magába foglaló 1669-ben felállított hatalmas emlékmű a velencei barokk szobrászat egyik legjelentősebb alkotása. A mindössze két évig (1658–1659) uralkodó Giovanni Pesaro dózse családja Baldassare Longhenát bízta meg a tervezésével. A szobrokat a Drezdából származó Melchiorre Barthel készítette, kivéve a csontvázakat és a dózse trónszékét tartó két szörnyet, amelyek a luganói Bernardo Falcone munkái. Az emlékmű két vízszintes sávra oszlik, a sávokat széles párkány választja el egymástól. Az alsó sávban négy, díszes talapzaton álló, mezítlábas, rongyos ruhájú mór tartja a második szint párkányát. A mórok testét fekete, ruhájukat fehér márványból faragta a művész. Közöttük két fekete csontváz fehér márványon aranybetűkkel írt hosszú feliratot tart a kezében. A két szintet elválasztó sávot metopékkal díszítették. A felső szintet négy fekete márványoszlop tagolja. Középen a dózse vörös márványból kialakított baldachin alatt ül, trónját két szörny tartja. A szörnyek mellett balra egy nyilazó géniusz, középen két koronát tartó, jobbra egy könyvet olvasó nőalak látható. A dózse mellett kétoldalt négy szobor a Vallást az Erényt a Megbékélést és az Igazságot jelképezi. A felső szintet lezáró architávon két angyal a Pesaro-család címerét emeli a magasba.

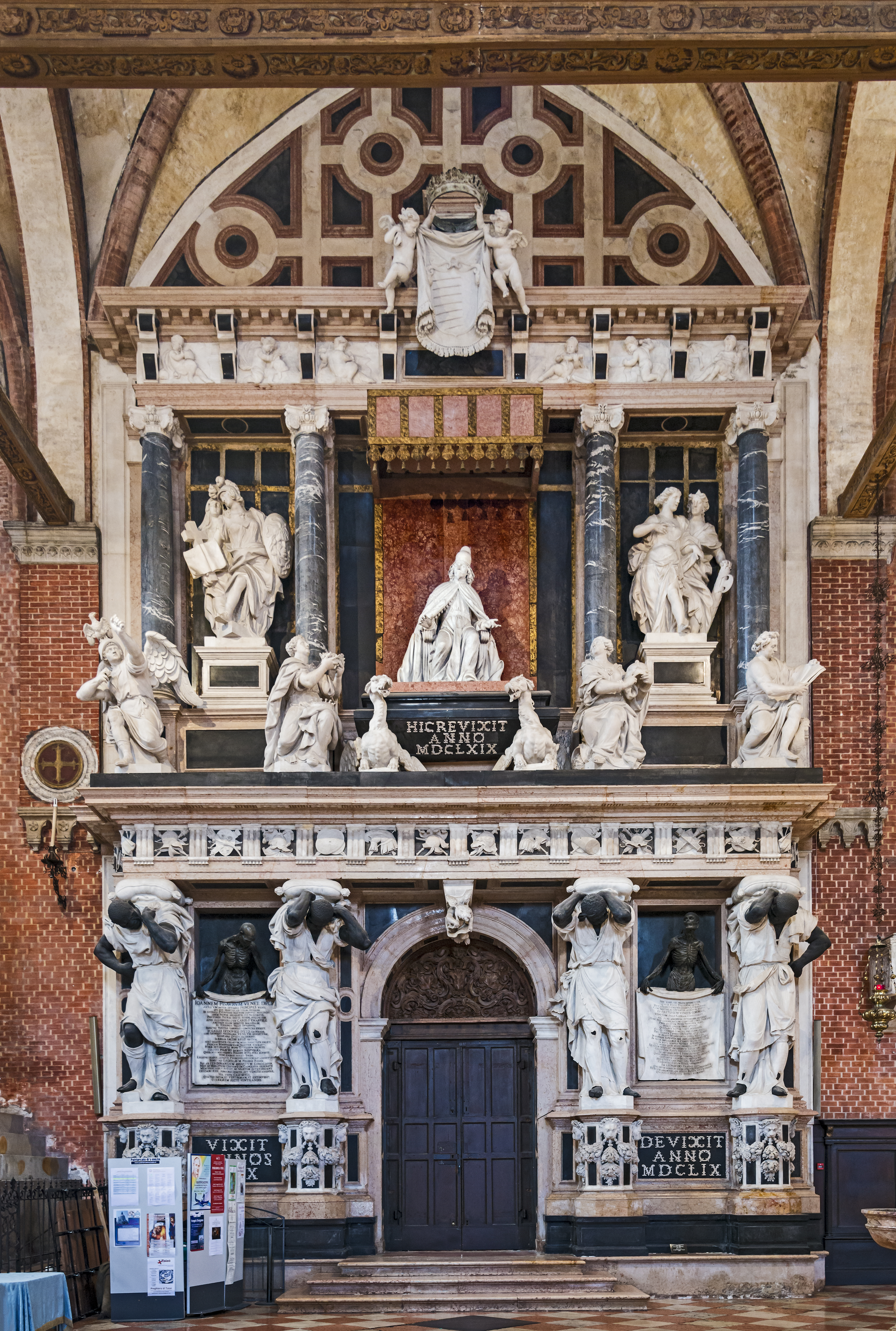
Giovanni Pesaro emlékműve
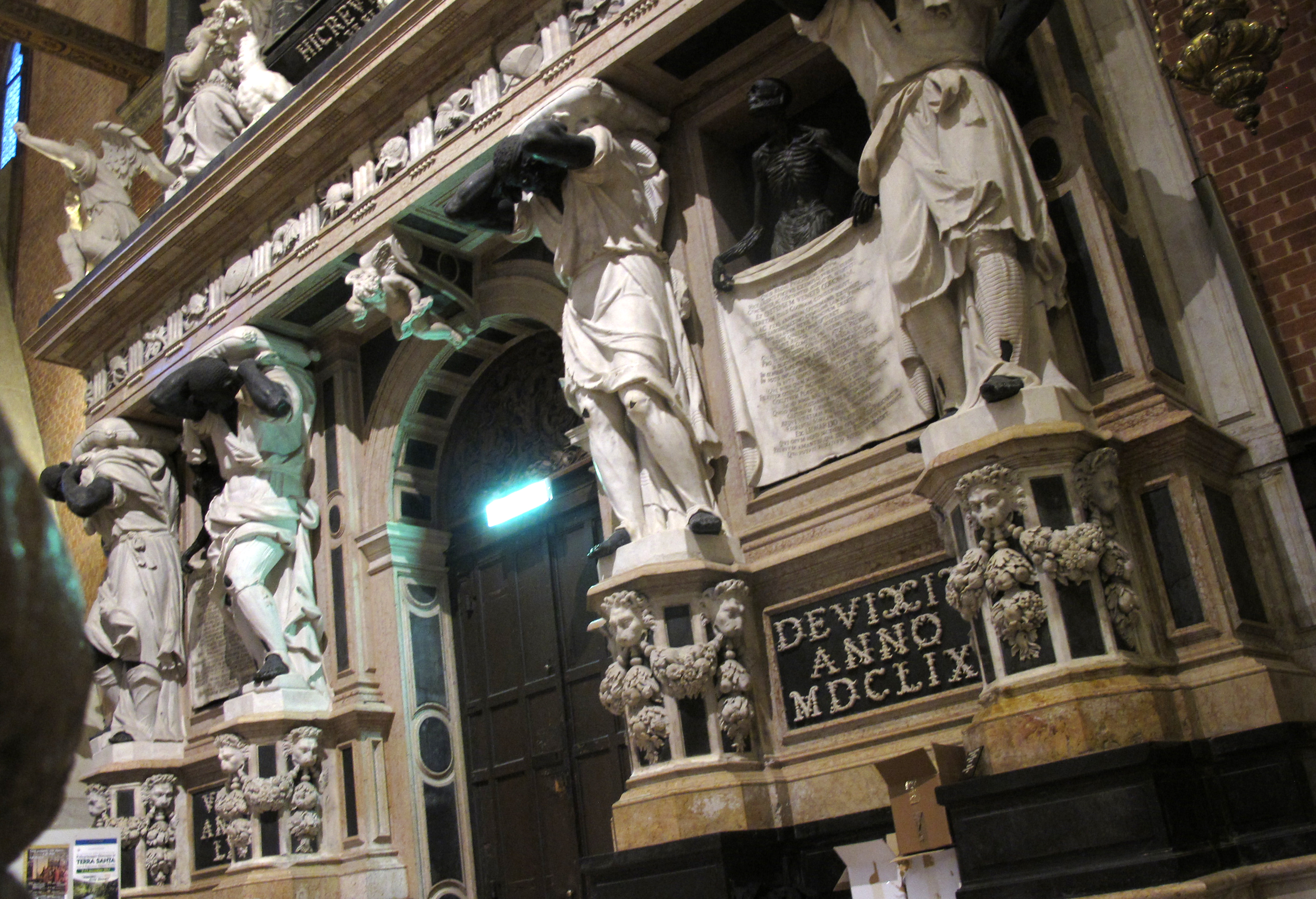
Részlet Giovanni Pesaro emlékművéből
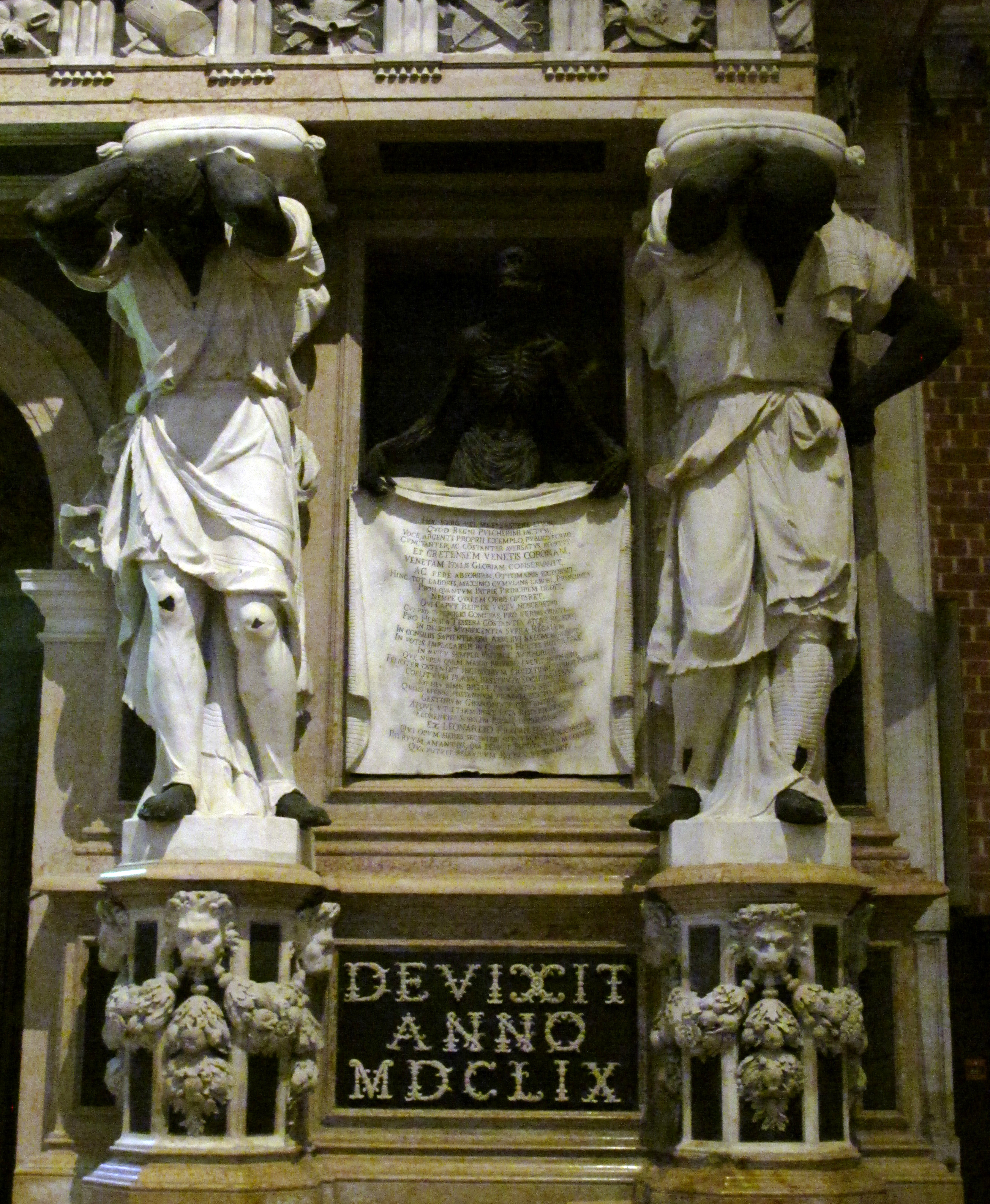
Részlet Giovanni Pesaro emlékművéből

### A Pesaro-oltárkép (5.)

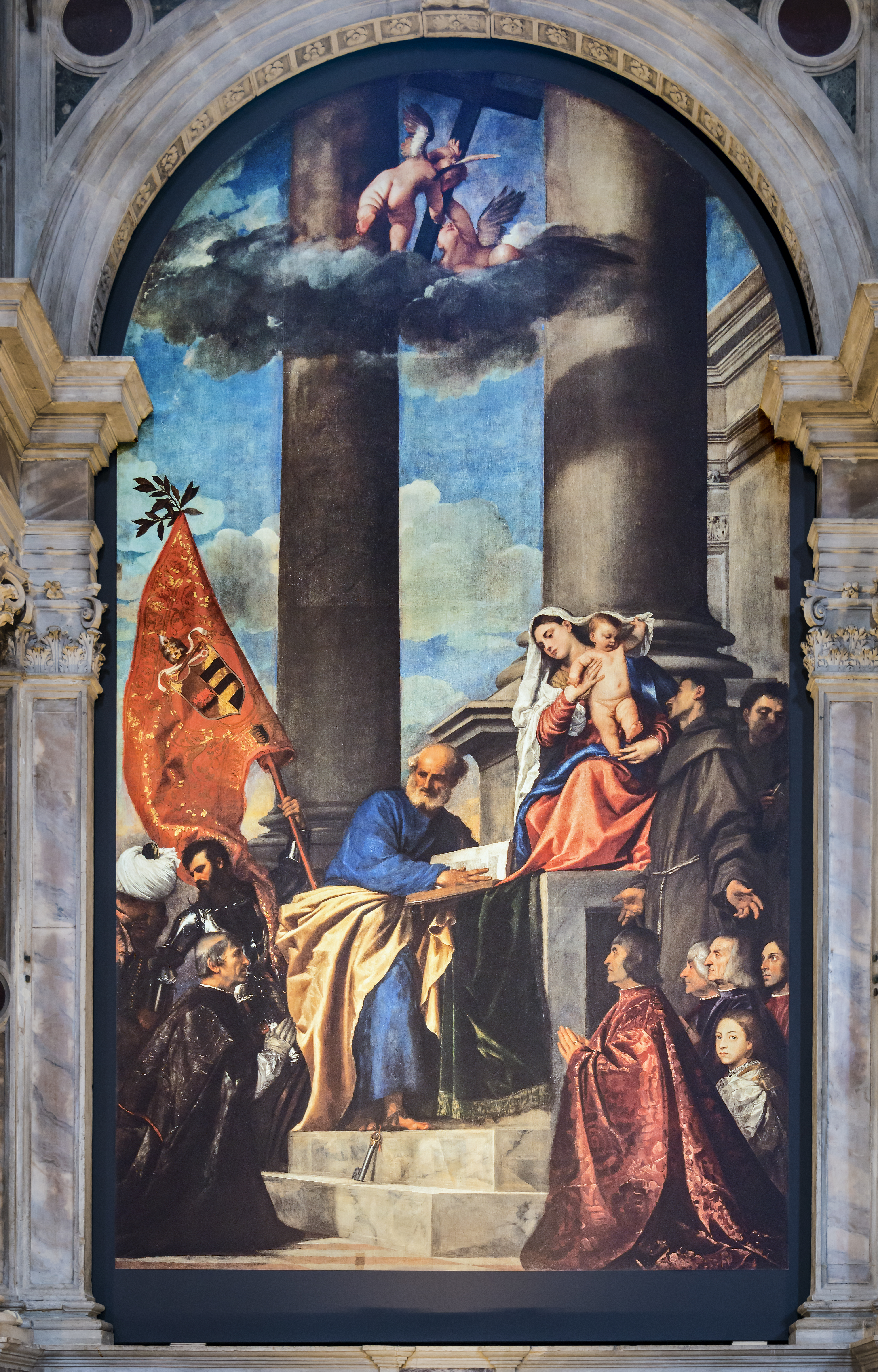
Tiziano: A Pesaro-oltárkép

A Szent Péter-kápolna reneszánsz Szeplőtelen fogantatás-oltárát Tullio és Antonio Lombardo készítették. Az oltáron látható Tiziano Vecellio híres festménye az 1519 és 1526 között készült Szűz Mária és a Gyermek szentekkel és a Pesaro-család tagjaival. Az alkotás a Pesaro Madonna vagy Pesaro-oltárkép néven is ismert. A festmény Jacopo Pesaro megrendelésére készült, aki 1502-ben a Santa Maurai csatában legyőzte a törököket, majd később Paphosz püspökévé nevezték ki. Ezzel az alkotással lépett versenybe a család Canal Grande-i ága a San Marcó-i ággal, amely a sekrestyét a Bellini-képpel ajándékozta meg. A festmény 2,7 méter széles, magassága 4,85 méter. Egyik jellegzetessége, hogy Tiziano a fő alakokat, Máriát a Gyermekkel nem a kép közepére, hanem jobb oldalra egy hangsúlyos átló felső csúcspontjára helyezte. Az emelvényen ülő Mária, mögötte egy hatalmas oszloppal így is a jelenet főszereplője. A háttér semleges színű oszlopai nagy méretük ellenére sem nyomják el az alakokat, hanem kitöltik a teret. A megrendelő, Jacopo Pesaro a kép bal szélén Mária lába előtt imára kulcsolt kézzel térdel, és várja, hogy a festmény közepén kék ruhában és ragyogó sárga köntösben ábrázolt Szent Péter a Madonna kegyeibe ajánlja. A kép jobb oldalán a Pesaro-család tagjai jelennek meg, Jacopo testvérei, a lovagi rangra emelt Francesco piros köpenyben, mögötte Fantino, Giovanni és Antonio. A fehér ruhás kisfiú Leonardo, Antonio fia. Tiziano a testvéreket egyszerű profilban ábrázolta, azonban Leonardo tekintetét a néző felé fordította, így mozgalmasabbá tette a csoportot. Szent Ferenc pártoló mozdulattal ajánlja a Madonna oltalmába a család tagjait. Szent Pétertől balra egy páncélos katona VI. Sándor pápa címerével díszített zászlót emel a magasba, ez arra utal, hogy Pesaro húsz pápai hadihajó parancsnoka volt a törökök elleni győztes csatában. Mellette a két turbános hadifogoly is a győzelemre emlékeztet. A kép felső részén két angyal egy keresztet próbál kiegyenesíteni, ez az egyházat érő folyamatos támadásokat szimbolizálja. Az oltártól jobbra állították fel Jacopo Pesaro síremlékét, amelyet az oltárhoz hasonlóan a Lombardo-testvérek készítettek. A szarkofág, rajta Pesaro alakjával még a megrendelő életében, 1524-ben elkészült, halálakor örököseinek csak a halál dátumát kellett rávésetniük.

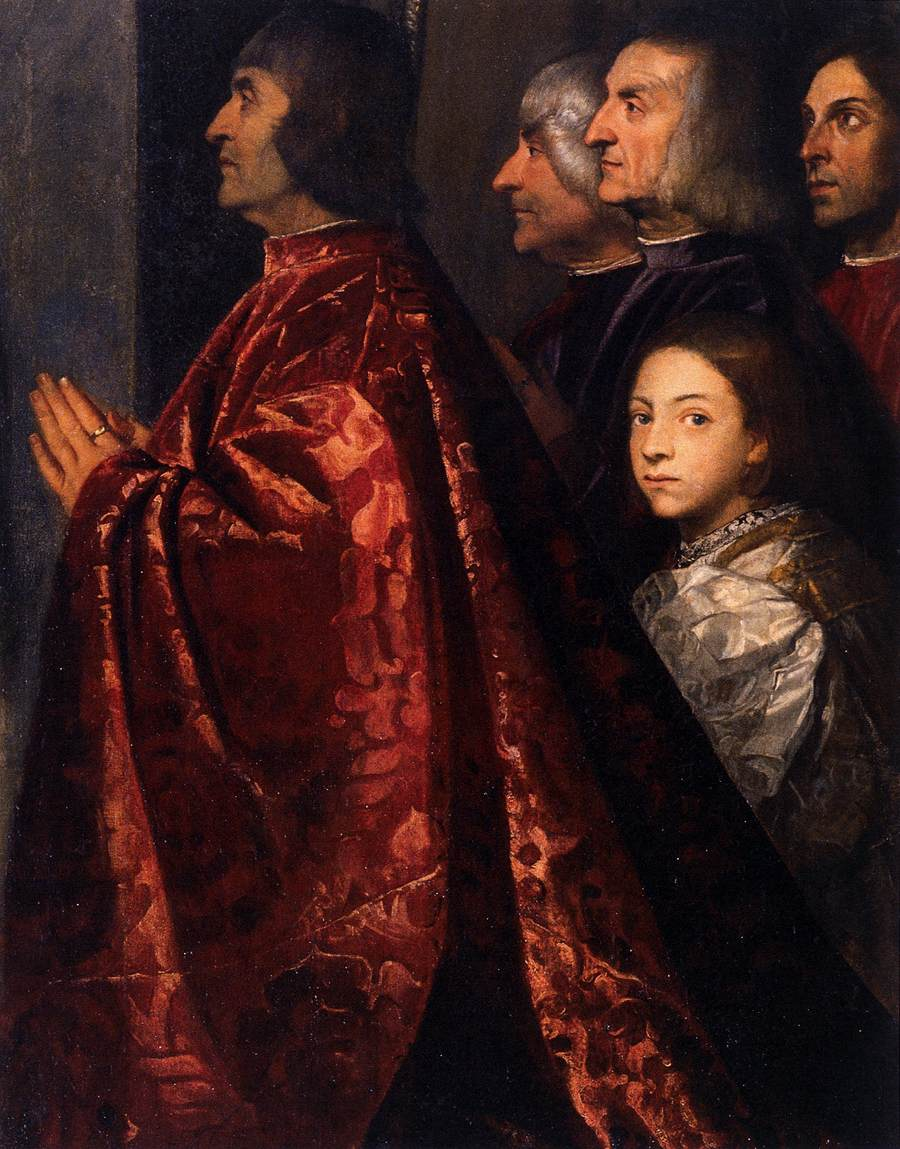
Tiziano: A Pesaro-oltárkép, részlet
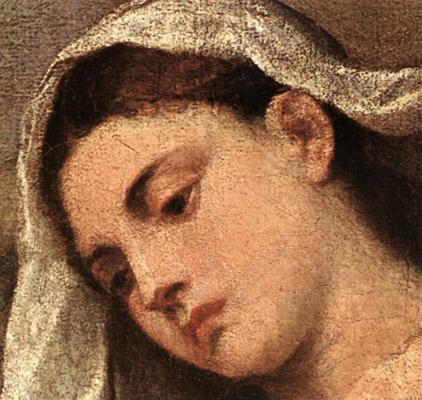
Tiziano: A Pesaro-oltárkép, részlet
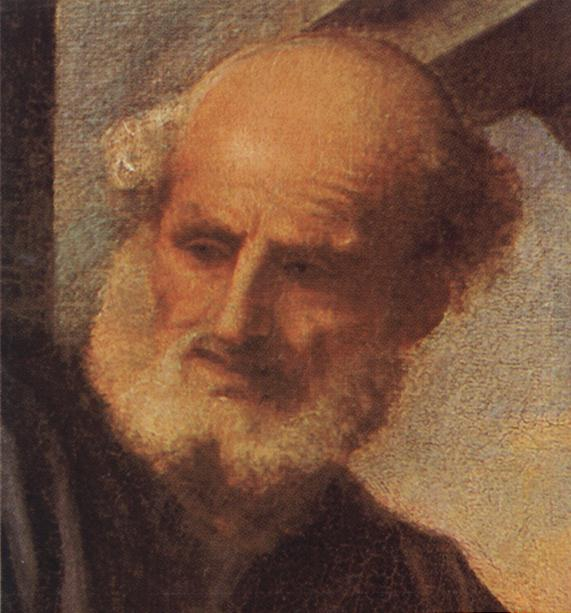
Tiziano: A Pesaro-oltárkép, részlet

### A Szent Péter-kápolna (6.)
A kápolnát Emiliani-kápolna néven is ismerik, ennek oka, hogy Pietro Emiliani vicenzai püspök megbízásából épült 1432 és 1434 között. A megrendelő már életében, 1434-ben elkészült síremlékét a Dalle Masegne testvérek egyik tanítványa készítette, majd a püspök halálakor 1464-ben állították fel a kápolna bejáratával szemközti fal mellett. A gótikus stílusú emlékművön az elhunyt a szarkofágján fekszik, és szentek veszik körül. A jobb oldali falnál áll a márványból készült 3,13 méter széles és 3,85 méter magas oltár, ami szintén a Dalle Masegne-műhelyben készült. Két sorban a Madonna és szentek szobrait helyezték el rajta. A felső sorban Szent Lúcia, Alexandriai Szent Katalin, a Madonna a Gyermekkel, Mária Magdolna és Assisi Szent Klára, az alsó sorban Szent Jeromos, Keresztelő Szent János, Szent Péter, Idősebb Szent Jakab és Assisi Szent Ferenc látható. A kápolna bejárata fölött a nagyméretű Feszület egy 15. századi ismeretlen velencei fafaragó munkája. A bal oldali falon kapott helyet Andrea Michieli más néven Vincentino Utolsó ítélet című vászonképe.

### A Corner-kápolna (7.)

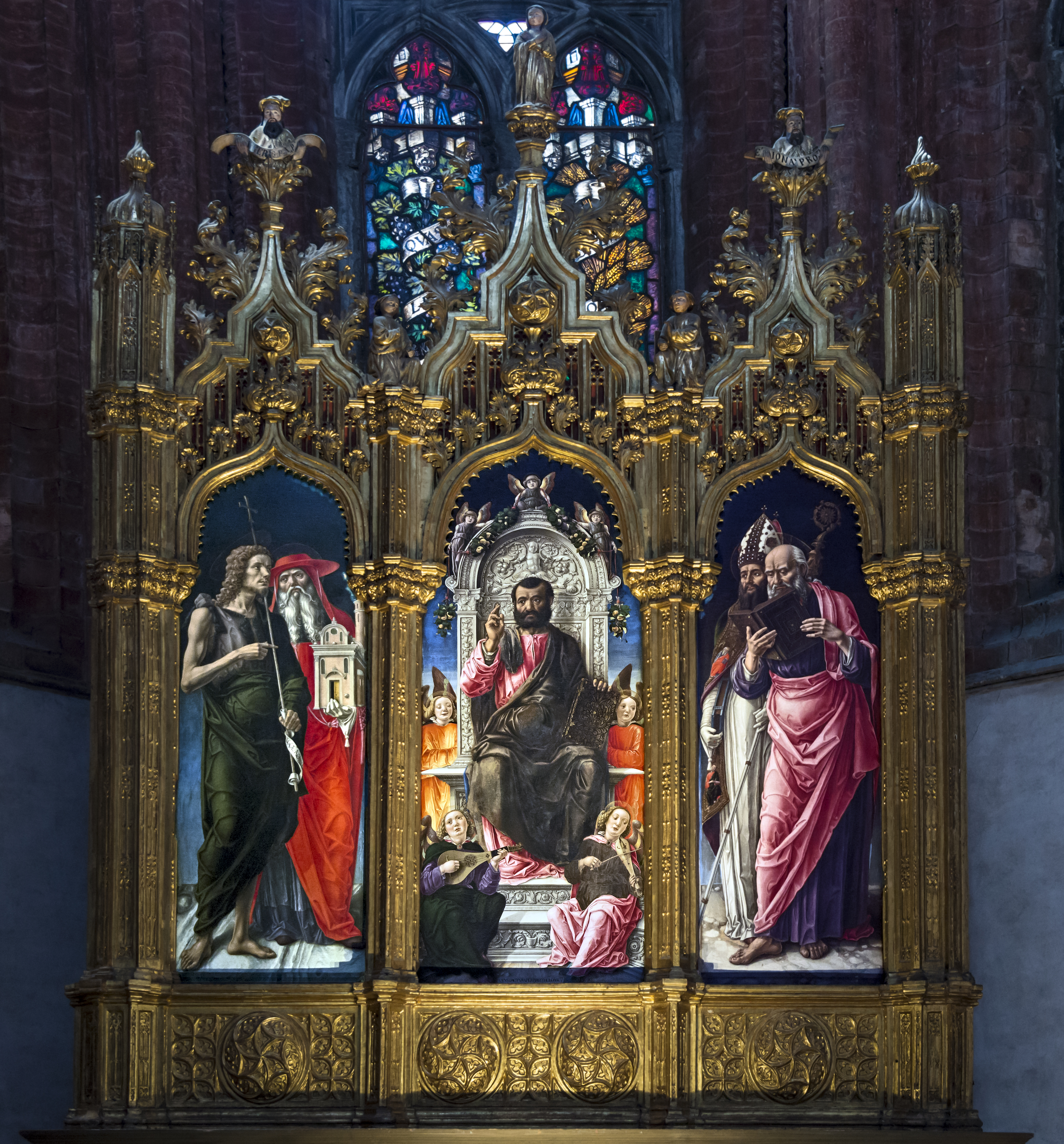
Bartolomeo Vivarini: a Szent Márk-oltárkép

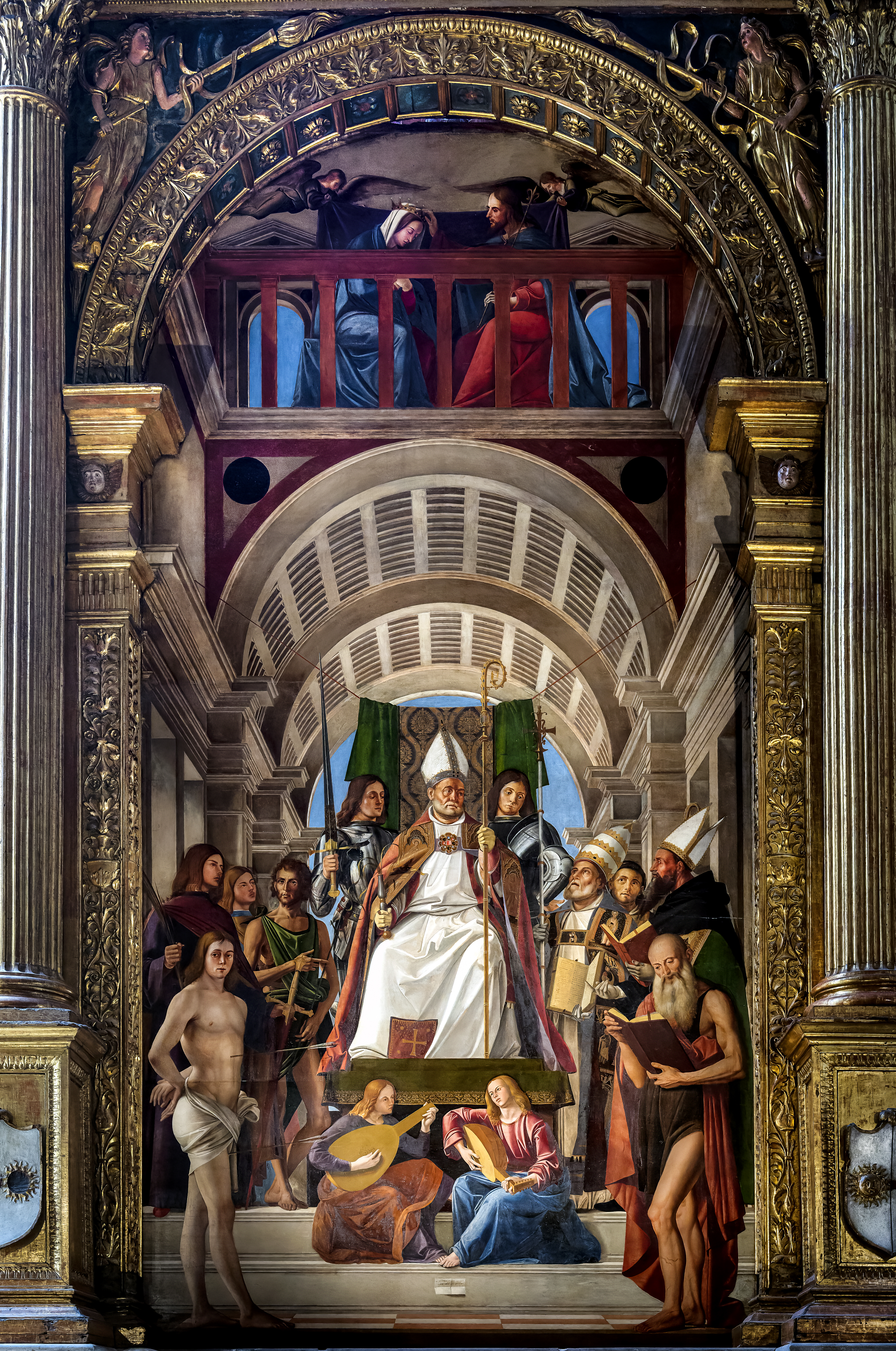
Alvise Vivarini:a Szent Ambrus-oltárkép

A Corner- vagy más néven Szent Márk kápolna 1420-ban épült Giovanni Corner megrendelésére, aki a kápolnát nagybátyja Marco Corner emlékére Szent Márknak ajánlotta. A kápolna építésére már Giovanni apja, Federico Corner is megbízást adott 1378-ban, de a munkálatok csak 1420-ban fejeződtek be. Federico Corner hadvezér volt, a genovaiak ellen folytatott Chioggia-i háború egyik hőse, aki vagyonát hadihajók építésére ajánlotta fel. Kora reneszánsz síremléke a bejárattal szemben kapott helyet. A valószínűleg Donatello műhelyében készült emlékművön egy angyal hosszú feliratot tart, amelyre az elhunytat dicsőítő szöveget véstek. Az angyalt keretező monokróm freskó Andrea Mantegna vagy tanítványa, Jacopo Parisati műve lehet. A falakon körbefutó márványfríz a Lombardo-testvérek műhelyében készült. Az oltárkép a muranói Bartolomeo Vivarini a Trónon ülő Szent Márk Keresztelő Szent Jánossal, Szent Pállal és Szent Miklóssal című 1474-ben szignált alkotása. A festményt gótikus stílusú, aranyozott fakeretbe illesztették. A trónusán ülő erőteljes Szent Márk modellje egy viharedzett halász lehetett. Figyelemre méltó, hogy a szent trónusa már reneszánsz stílusjegyeket mutat. A kápolna ablakainak egy részét Giovanni Beltrami készítette 1907-ben, a többi ablak a Madonna, Szent Jeromos, Alexandriai Szent Katalin, Szent Márk, Nagy Szent Gergely pápa és Szent Luca alakjával a 15. századból való. A keresztelőkút tetejére helyezték el Jacopo Sansovino 1554-ben készült kisméretű, de szuggesztív Keresztelő Szent János szobrát.

### A milánóiak kápolnája (8.)
A kápolnát 1361-től a dózse engedélyével a Velencében élő scuolákba és testvériségekbe tömörülő lombardiai kolónia tartotta fenn. Saját költségükön rendbe hozatták és díszítették a kápolnát, amelyet 1421-ben a comói Antonio Rusconi püspök szentelt fel. A 15. század vége felé a kolónia Alvise Vivarinit kérte fel egy oltárkép elkészítésére. A művész 1503-ban meghalt, így a képet Marco Basaiti fejezte be. Az öt méter magas és több mint két méter széles. festmény Milánó védőszentjét, Szent Ambrust ábrázolja szentekkel. A pásztorbotot tartó szenttől jobbra Keresztelő Szent János, Szent Sebestyén, Szent Lajos francia király, balra Nagy Szent Gergely pápa, Szent Ágoston és Szent Jeromos látható. A mögöttük álló ismeretlen alakok a testvériség priorjai lehettek. Szent Ambrus trónszéke előtt angyalok zenélnek, fölötte Krisztus megkoronázza Máriát. A két angyal és Szent Sebestyén alakja Basaiti alkotása, a festmény többi része Alvise Vivarini művének tekinthető. Az aranyozott oltár 1503-ból származik. A kápolna padlójában egy márványlap jelzi az 1643 november 28-án Velencében elhunyt Claudio Monteverdi sírját. A falakon lévő festmények jeleneteket ábrázolnak Szent Ambrus és Borromeo Szent Károly életéből. (Giovanni Contarini, 16. század – Szent Ambrus kiűzi az ariánusokat Milánóból, Tizianello, 17. század - Borromeo Szent Károly alamizsnát oszt a szegényeknek, Szent Ambrus megtagadja a templomba való belépést Theodosius császártól, Borromeo Szent Károly vigaszt nyújt a pestisben szenvedőknek)

### A Szent Mihály-kápolna (9.)
A kápolnát 1348-ban ajánlották fel Szent Mihály arkangyalnak. Az oltáron aranyozott keretben szintén aranyozott fából, a 14. század végén készült Szent Mihály arkangyal, Szent Ferenc és Szent Sebestyén szobrai állnak. A jobb oldali falnál állították fel Melchiorre Trevisan emlékművét, amelyet valószínűleg Lorenzo Bregno készített 1500-ban. Trevisan a velencei flotta főparancsnoka volt a törökök ellen vívott háborúban és Modone sikertelen ostrománál vesztette életét 1500-ban. Népszerű volt a ferencesek körében, mert amikor 1480-ban hazahozta Konstantinápolyból a Szent vér-ereklyét, a templomnak adományozta, és jelenleg a sekrestyében látható. A bal oldali falon egy ismeretlen 14. századi francia kereszteslovag sírköve kapott helyet. Valószínűleg azért érkezett Velencébe, hogy innen hajóra szállva jusson el a Szentföldre. A sírkő a templom 1902 és 1912 között végzett restaurálásakor került elő.

### A ferencesek kápolnája (10.)
A kápolna Mária a Gyermekkel és szentekkel oltárképét Bernardino Licinio festette 1524-ben. A festményre jellemzőek az élénk színek és az arcok portréjellege. A Madonnától balra Szent Klára, Szent Bonaventura, Szent Ferenc és Szent Márk, jobbra Keresztelő Szent János, Szent Antal, Toulouse-i Szent Lajos és Szent András áll. A Szent Márk mögötti alak a megrendelő lehetett. A bal oldali falon egy öt ferences szerzetest ábrázoló festményt, szintén Bernardino Licinio alkotását helyezték el. A szerzetesek, Bernardo, Pietro, Accursio, Adinto és Ottone Marokkóban szenvedtek mártírhalált még Szent Ferenc életében. A jobb oldali falba építették be Nicoló Lion síremlékét, aki arról volt nevezetes, hogy ő leplezte le a Tiepolo-féle összeesküvést. A síremlék eredetileg a szomszédos San Nicoletto-templomban állt, ide 1807-ben került, amikor Napóleon parancsára a templomot lebontották és műkincsei szétszóródtak.

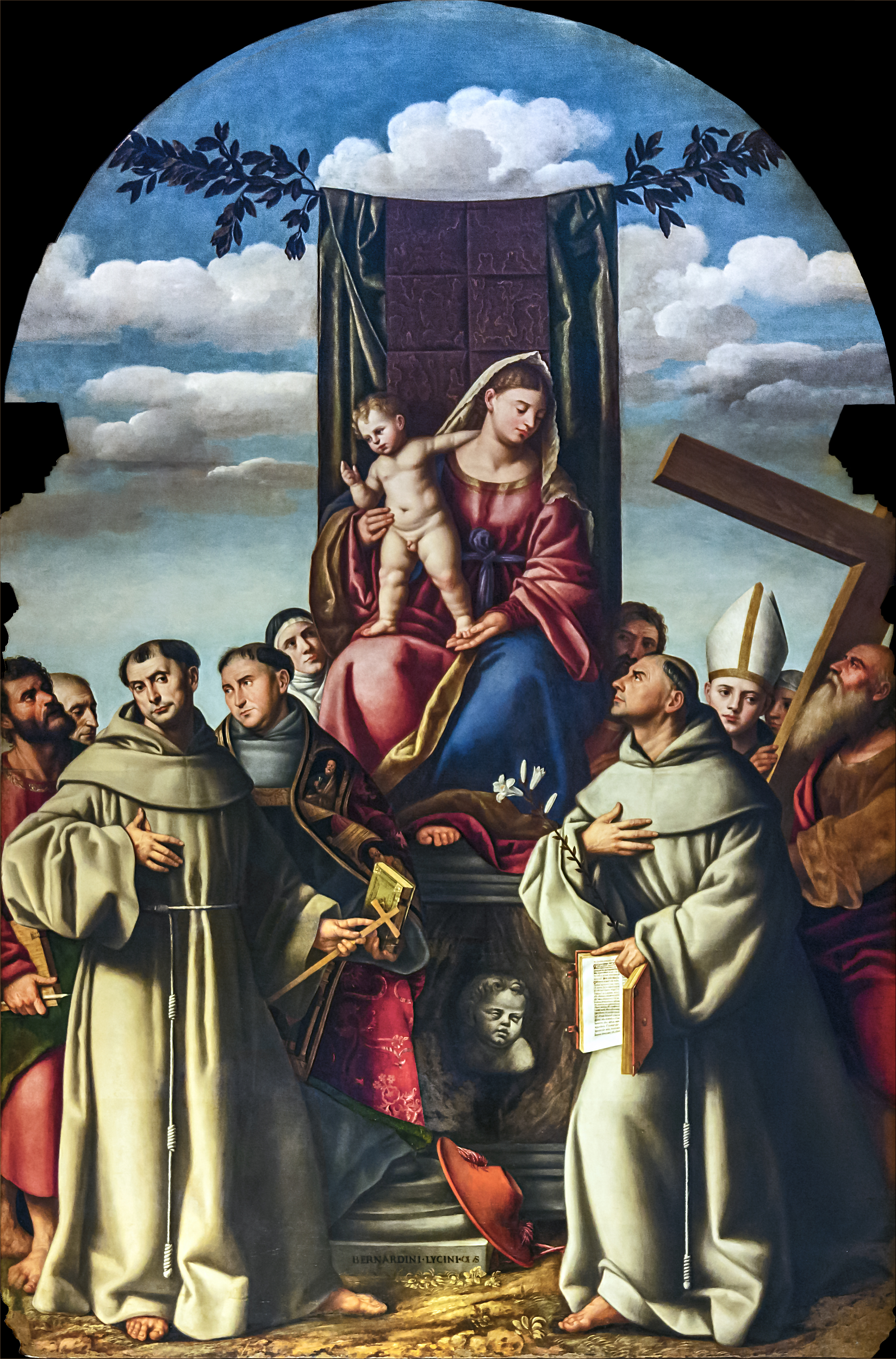
Bernardino Licinio: Madonna és a Gyermek
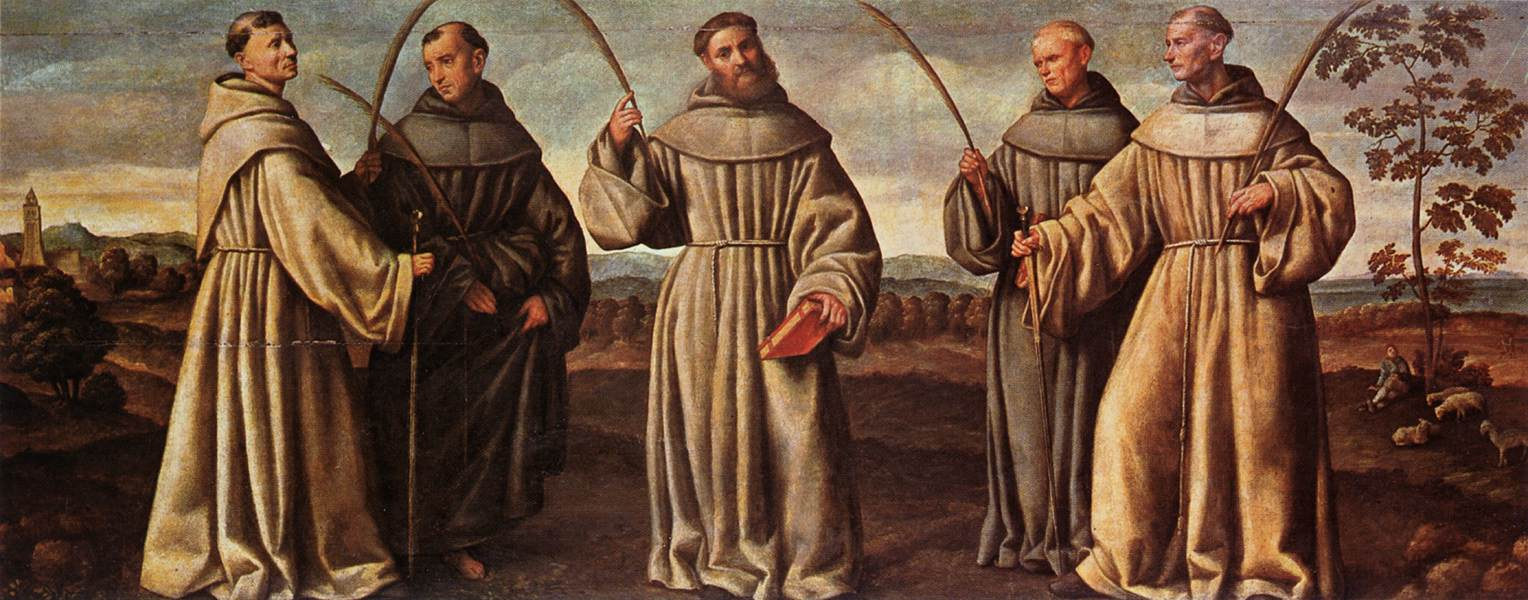
Bernardino Licinio: Öt ferences mártír
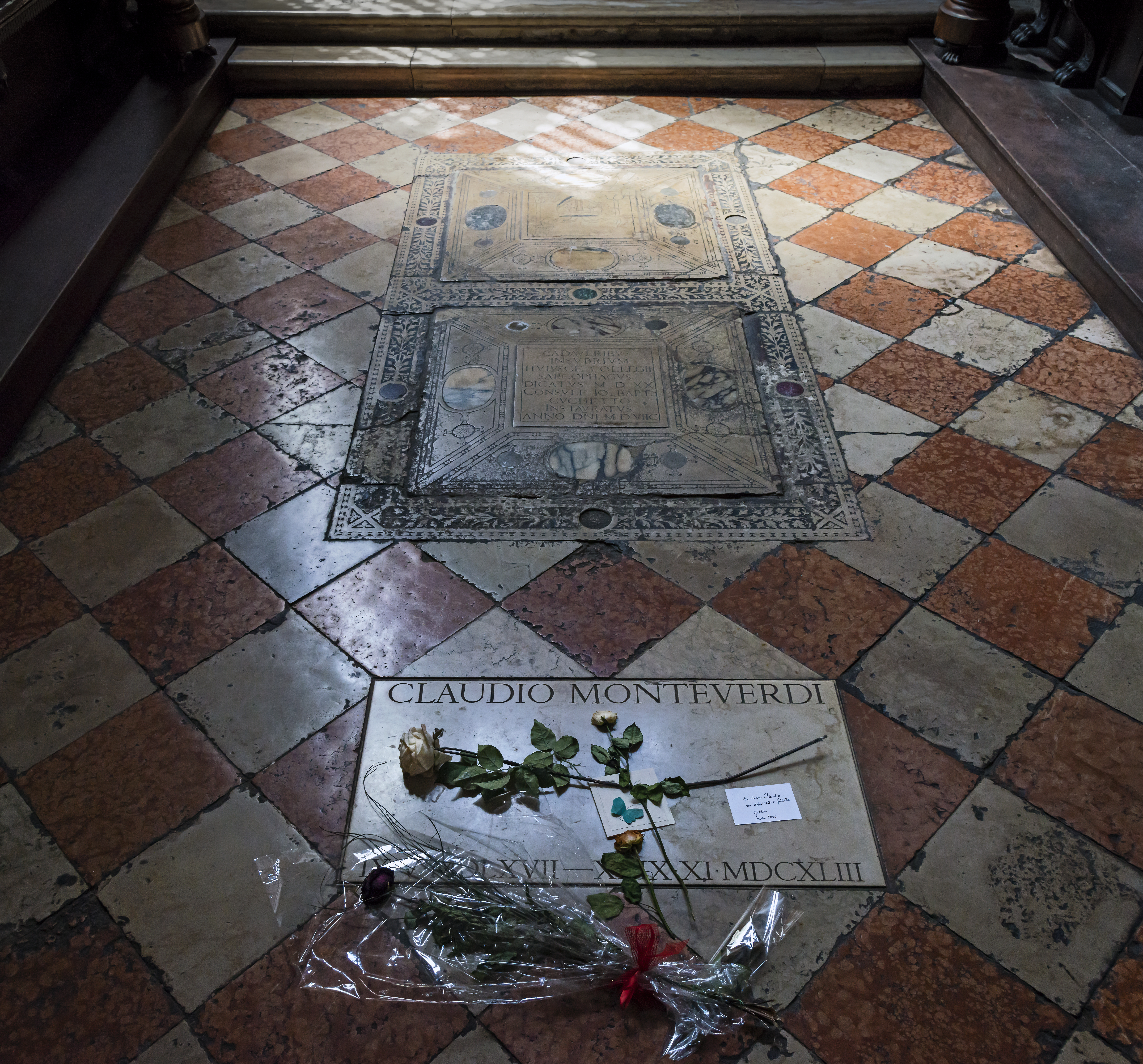
Claudio Monteverdi sírja

### A kórus (11.)

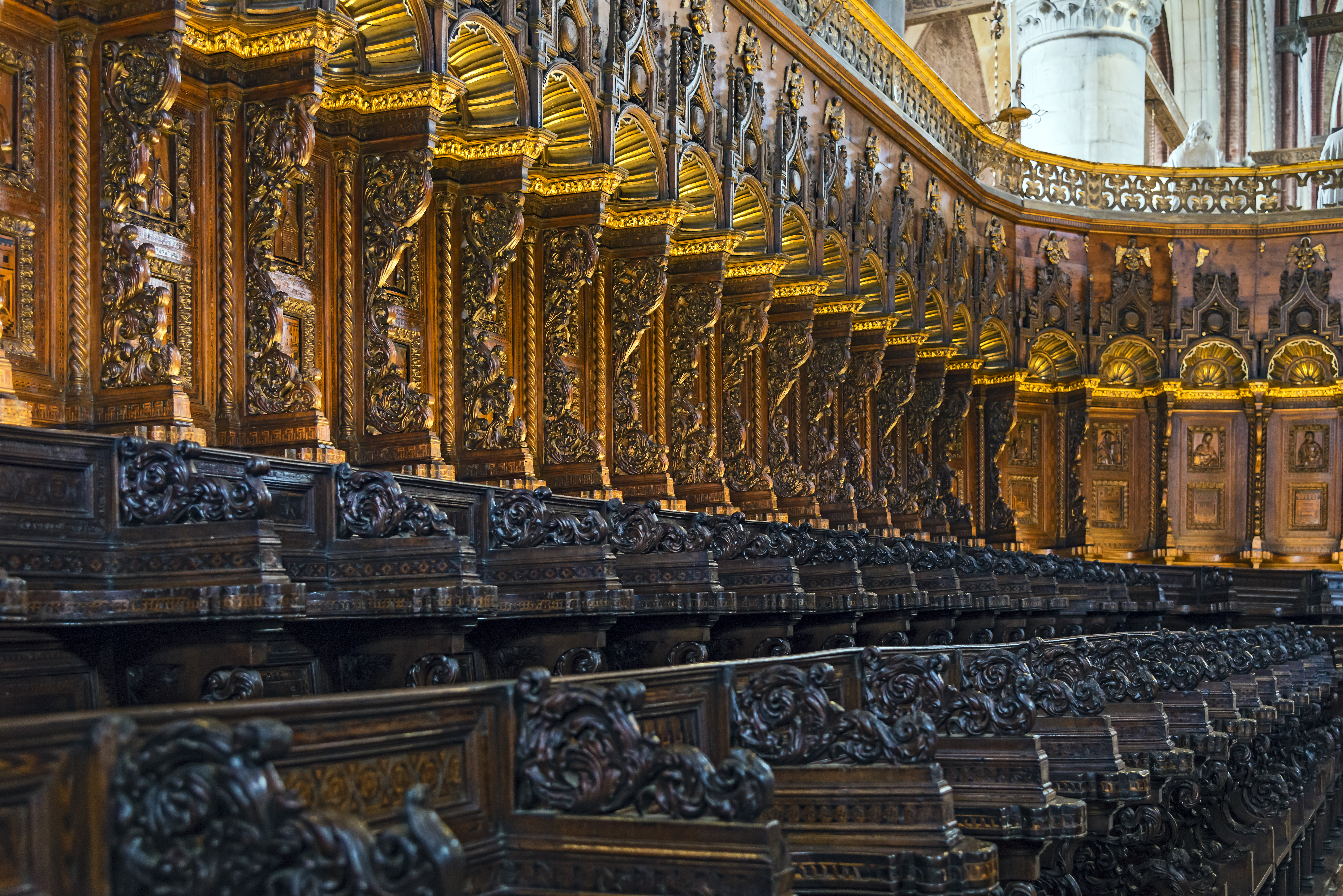
A kórus

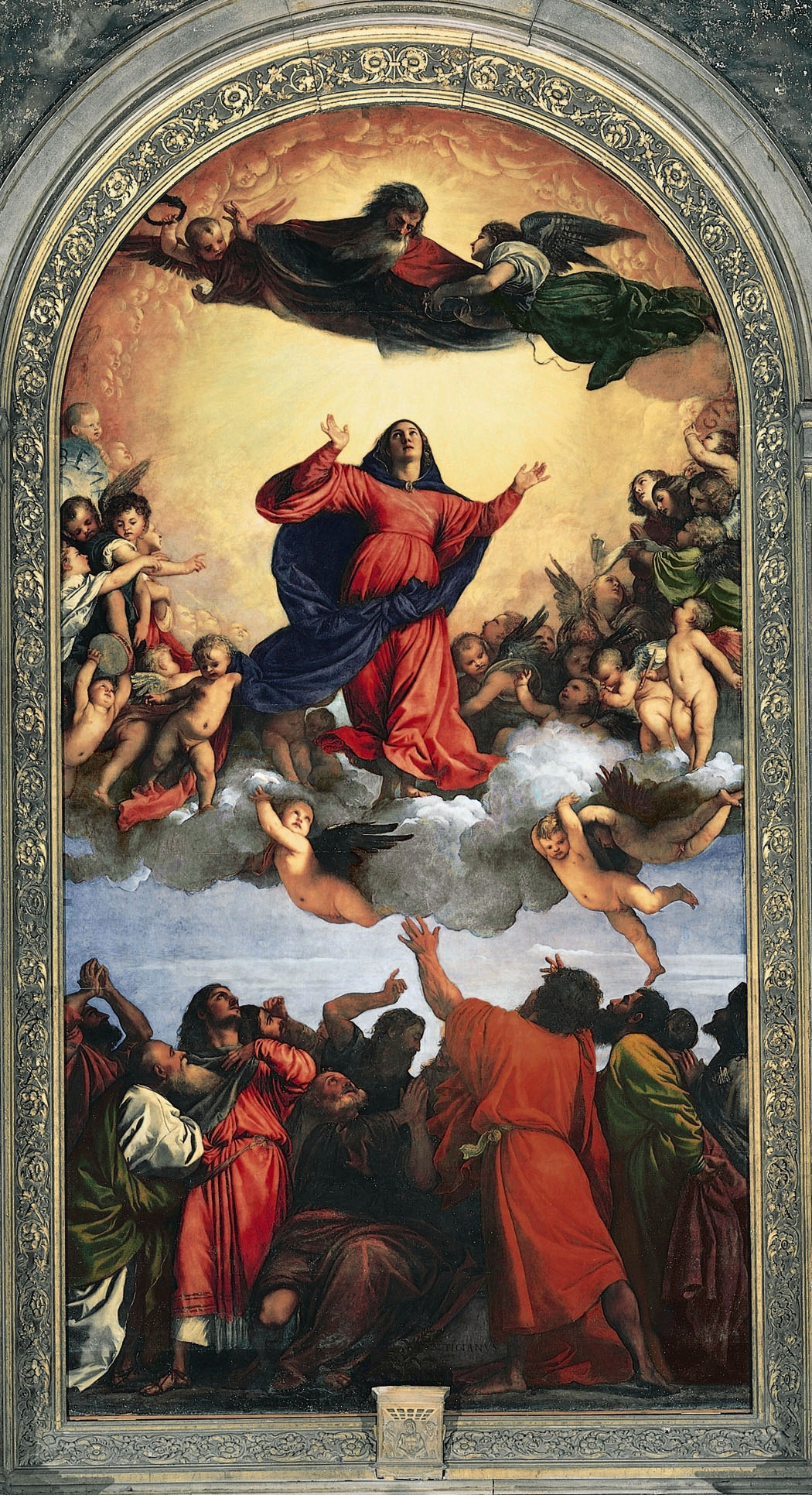
Tiziano: Mária mennybevétele

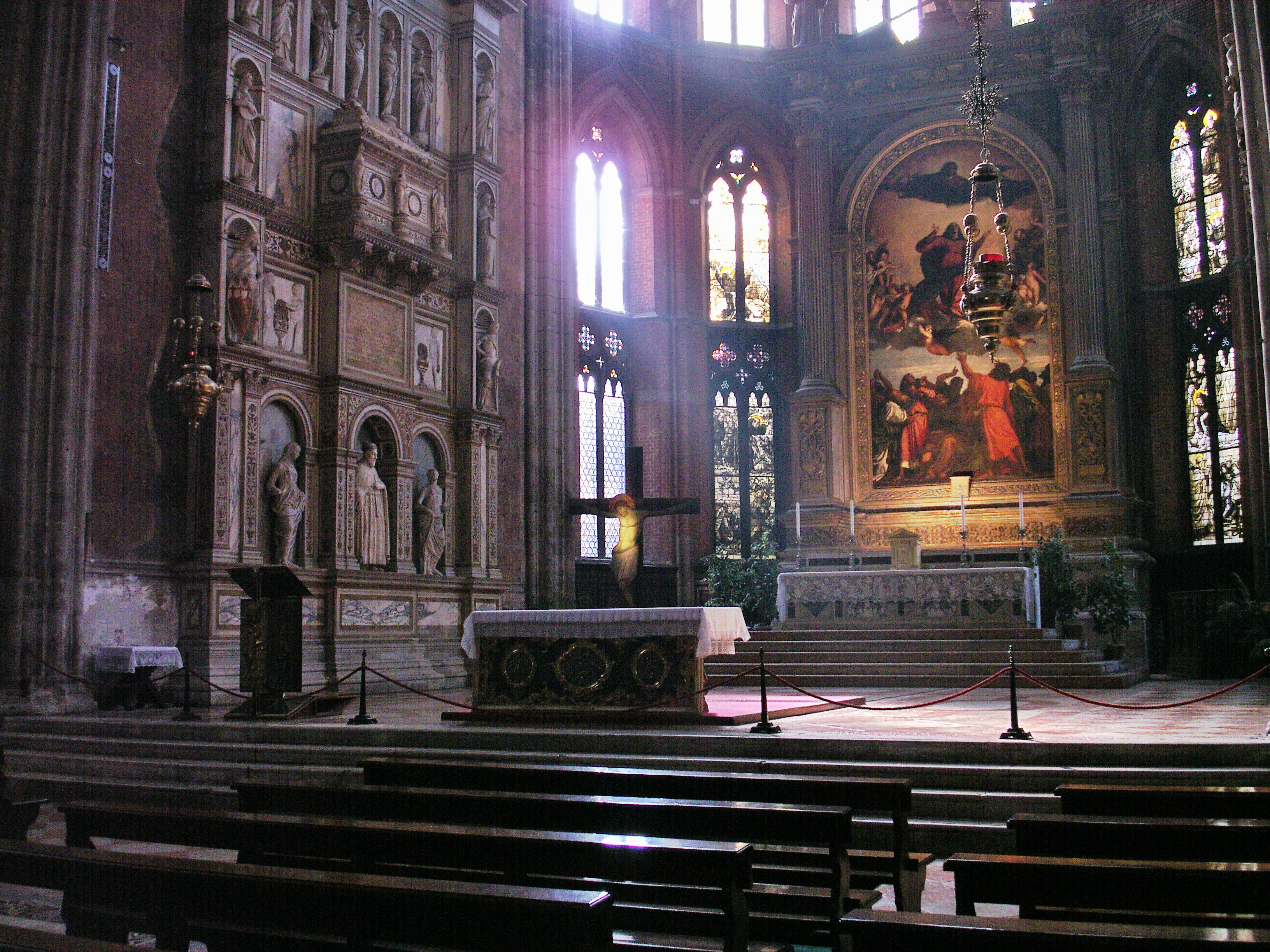
A szentély, az oltáron Tiziano Vecellio festménye a Mária mennybevétele, a bal oldali falon Nicolò Tron dózse emlékműve

A szerzetesek kórusa az ötödik és hatodik oszloppár között az egyetlen ilyen típusú kórus, amely eredeti helyén maradt meg Velencében. 1475-ben külsejét márványlapokkal borították, rajtuk próféták és egyházatyák domborműveivel. A kórus két szárnyát középen egy boltívvel kötötték össze. A boltív tetején Keresztelő Szent János és a Madonna szobra feltehetően egy toszkán eredetű reneszánsz műhelyben készült. A boltív közepén egy Andrea del Verrocchiónak tulajdonított 1474 körül felállított Feszület látható. A kórus tetején látható nyolc apostol, Szent Ferenc és Szent Antal-szobor valószínűleg Vittore Camelio munkája. A kórusüléseket a Vicenzai Cozzi család tagjai faragták, akiknek nem ez volt az első komoly megbízásuk a városban, korábbi műveiket többek között a San Zaccaria és a Szent János és Pál-templomokban helyezték el. A kórus a sekrestye felé eső sarkában látható Marco Cozzi szignója és a befejezés évszáma, 1468. A források szerint egy bizonyos Canozzi család tagjai is részt vettek a kivitelezésben. A kórus 4,5 méter magas, 13,7 méter széles és 16 méter hosszú. Összesen 124 ülőhelyet alakítottak ki, ebből ötven a felső, negyven a középső és harmincnégy az alsó sorban található. A felső sorban lévő ülések a legdíszesebbek, mindegyik háttámlájába két-két panelt illesztettek be egymás alá. Az alsó paneleket intarziákkal díszítették, a felsőket domborművekkel. Az intarziák legtöbbször épületeket és velencei utcaképeket ábrázolnak, a gótikus stílusban faragott felső domborművek erős német hatást mutatnak. A domborművek Krisztus és a Madonna mellett boldogokat, szenteket, apostolokat ábrázolnak ezenkívül jobbról az utolsó keretben az alkotó, Marco Cozzi alakját. A középső és alsó üléseket nagyrészt geometrikus mintákkal díszítették. A 18. században a kórus tetejére kétoldalt egy-egy díszes, a kórus egyszerűbb, elegáns vonalaitól teljesen elütő keretbe illesztett orgonát építettek. A jobb oldali, ma is kitűnő állapotban lévő orgonát Gaetano Callido építette 1795-ben a bal oldali Giovanni Battista Piaga munkája 1732-ből. Az orgonákat 1973-ban a Giuseppe Volpi Alapítvány restauráltatta.

### A szentély (12-16.)
A szentély egy tizenhárom méter hosszú és tizenkilenc méter széles területet foglal el. 1469-ben felszentelt oltárát Tiziano Mária mennybevétele című festménye uralja. Az oltárképet két oszlop keretezi, amelyeket architráv köt össze, rajta a Feltámadt Krisztus, Szent Ferenc és Szent Antal szobraival. Az oszlopok és a szobrok Lorenzo Bregno munkái, 1516-ban készültek Germano da Casale a minoriták rendháza főnökének megrendelésére. Ugyanebben az évben szintén ő adott megbízást Tizianónak, hogy készítse el a körülbelül hét méter magas és három és fél méter széles oltárképet, amelyet 1518. május 19-én helyeztek el a főoltárra. A kép huszonegy, három centiméter vastag táblából áll, amelyeket faékek tartanak össze. A festmény Tiziano első fontos egyházi megrendelése volt. A forrásokból kiderül, hogy miközben a művész dolgozott rajta a kép nem tetszett a szerzeteseknek. A megrendelő kezdetben vissza akarta utasítani a művet és csak akkor gondolta meg magát, miután a külföldi követek versengeni kezdtek érte, hogy megszerezzék uraik számára. A kép témája, Szűz Mária megdicsőülése a 6. századtól vált különösen fontossá, amikortól Mária halálának liturgikus ünnepe egyre nagyobb jelentőségre tett szert. A képen Tiziano teljesen elhagyta az építészeti elemeket, nem ábrázolta a tájat ezenkívül jelentős szerkezeti és ikonográfiai újításokat vezetett be. A festményt három sávra osztotta fel, az alsó sávban az apostolokat ábrázolta, a középső szintet foglalja el Mária, akit angyalok kísérnek a mennybe, a legfelső, íves szinten pedig az Atyaisten látható. A csodás eseményt figyelő apostolokat nem rendezett testtartásban, hanem élénken gesztikulálva jelenítette meg, egyes alakokat merész rövidülésben, testük körvonalait a hátuk mögül sugárzó fénnyel emelte ki. Szent Péter melléhez szorítja a kezét, Szent Tamás Mária felé mutat, a piros köpenyes Szent András kinyújtott kézzel előre lép. A mennybe emelkedő Mária ruháját a szél a magasba fújja, így láthatóvá válik meztelen lábfeje, Krisztus követőinek jelképe. A kompozíció egységbe fűzi a valóságot a csodás eseménnyel, az egyik apostol keze a felhőkig ér, Szent András felemelt karja Mária mozdulatát utánozza, és az egyik puttó majdnem rátapos egy apostol fejére. A kép felső harmadában a megnyíló égből az idős férfiként ábrázolt Atyaisten szeretetteljes arckifejezéssel hívja magához Máriát. A Lorenzo Bregno készítette márványkeret szervesen illeszkedik a festményhez, elképzelhető, hogy tervezésében Tiziano is részt vett. A festményt 1817-ben a Gallerie dell'Accademiába szállították, és csak 1919-ben került vissza eredeti helyére. 1974-ben a padovai Antonio Lazzarin professzor restaurálta a képet, kijavította kártevők okozta sérüléseket és eltávolította az évszázadok alatt rárakódott szennyeződést.

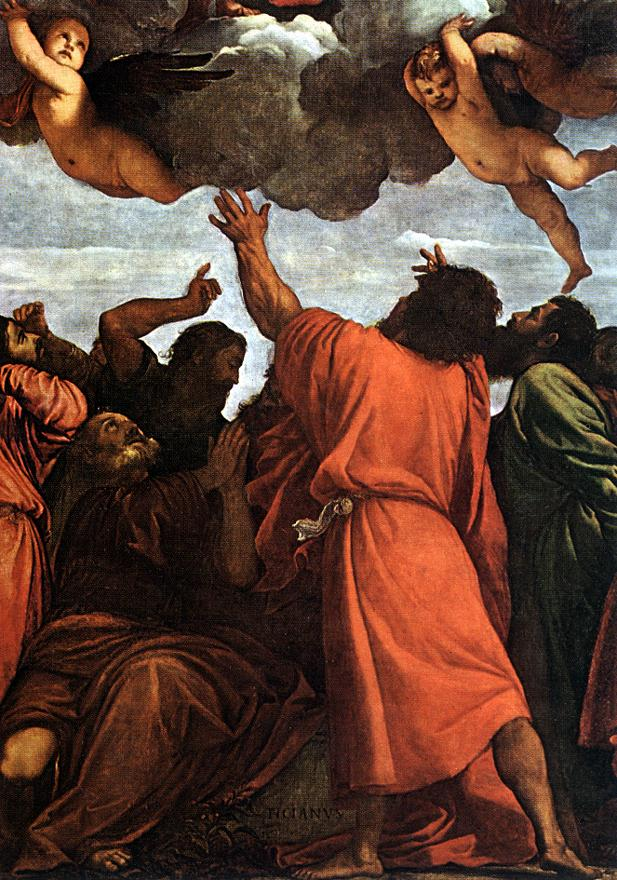
Tiziano: Mária mennybevitele, részlet
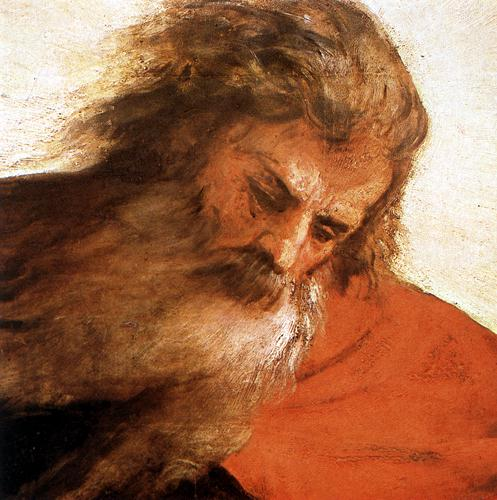
Tiziano: Mária mennybevitele, részlet
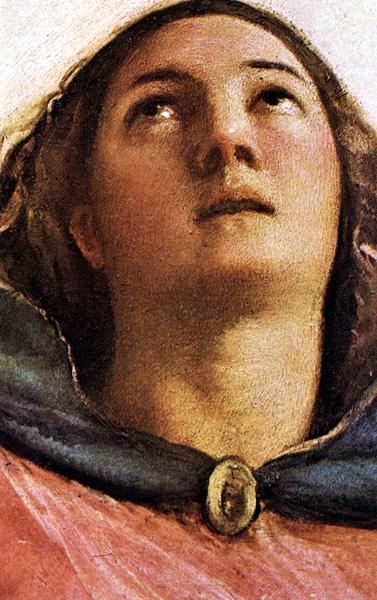
Tiziano: Mária mennybevitele, részlet

A szentély bal oldali falát Nicolò Tron 1473-ban felállított síremléke, a veronai Antonio Rizzo műve foglalja el. Az emlékmű méretében és szerkezetében is a velencei reneszánsz szobrászat egyik legjelentősebb alkotása. Nicolò Tron válsághelyzetben vagyona jelentős részét állami célokra ajánlotta fel, ezért kerülhetett síremléke mindössze két évnyi uralkodás után ilyen kitüntetett helyre. Az emlékművet négy sávra osztották fel. A legalsó sáv közepén áll a dózse, mellette kétoldalt a Hit és a Könyörületesség alakjaival. A két szobor Rizzo a Dózse-palotában őrzött híres Éva szobrához hasonlóan kivételesen magas művészi színvonalat képvisel. Nicolò Tron volt az első dózse, akit élőként és nem csak ravatalán fekve ábrázoltak. A második sávban két harcos a Tron család címerpajzsát tartja, középen egy felirattal és két domborművel. A harmadik sávban a ravatalán fekvő elhunyt látható, szarkofágját az Óvatosság, a Bölcsesség, és az Erő alakjai díszítik. A széleken a zenét és a harmóniát szimbolizáló alakok kaptak helyet. A legfelső sávban hét nőalak erényeket testesít meg. A sávok fölött a lunettában középen a Feltámadt Krisztus, két szélén az Angyali üdvözlet látható. A lunetta megtöri síremlék szerkezetének felfelé mutató vonalait és harmonikusan zárja le az emlékművet. Fölötte az Atyaisten szobrát helyezték el. A szentély jobb oldali falára került Francesco Foscari dózse síremléke. Korábban Bartolomeo Bon majd később Antonio és Paolo Bregno művének tartották. A jelenleg Nicolò di Giovanni Fiorentinónak tulajdonított emlékmű a 15. század végén készült és kora sírépítészetének jellegzetességeit tükrözi: ezek a gótikus és reneszánsz elemek keveredése, az elhunyt ravatalon való ábrázolása, az angyalok és erények megszemélyesítése, és a széthúzott függöny, mint a Paradicsom allegóriája. A dózse szarkofágja alatt a Hit, a Remény és a Könyörületesség domborműve látható, fekvő alakja mellett a négy fő erény kapott helyet. A függönyt széthúzó két harcos a dózse címerpajzsát tartja. A síremlék tetején a Feltámadt Krisztus egy kisfiú alakjában veszi magához a dózse lelkét. A szentély bejáratánál felállított 13. század végi fatáblára festett Feszület feltehetően Cimabue egyik umbriai vagy toszkán tanítványa készítette. Ez lehetett az eredetileg a Keresztrefeszítés-kápolnát díszítő csodatévő Krisztus-ábrázolás, amelyet az új oltár építésekor helyeztek ide.

### Keresztelő Szent János kápolnája (17.)

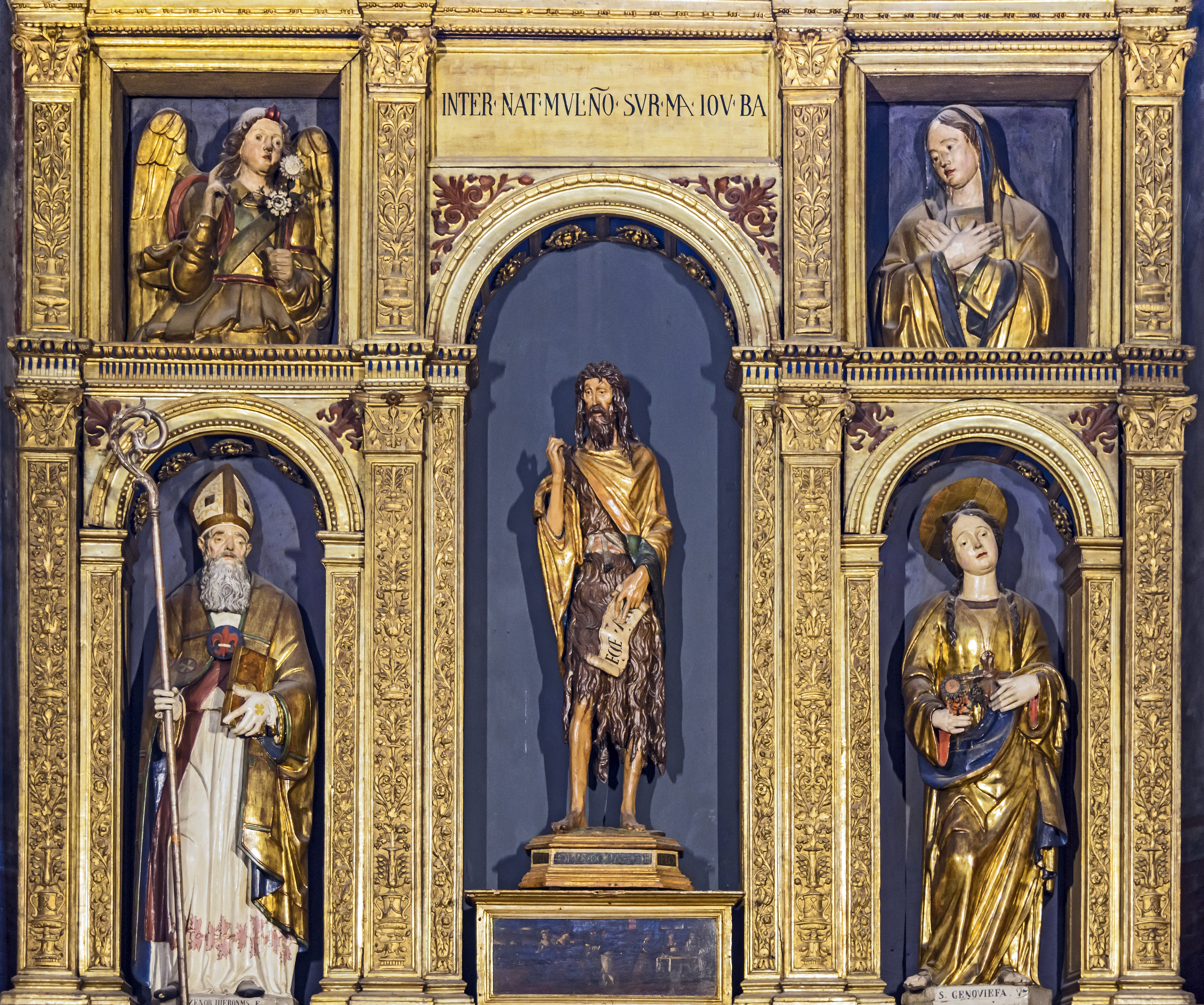
Donatello szobra (középen) a Keresztekő Szent János kápolnában

A kápolna 1904-ben kapta nevét, amikor a firenzeiek oltárát, amely eredetileg a főbejárattól balra állítottak fel a kápolnába került. Rajta egy 15. századi íves fakeretben Donatello 1438-ban készült Keresztelő Szent János szobra áll. Az állatbőrbe öltözött, köpenyt viselő, mezítlábas szent jobb kezét szónokias mozdulattal a magasba emeli. A bal kezében tartott felirat Krisztus eljöveteléről tanúsít. Ez a szobor Donatello egyetlen Velencében látható műve. A szobrot 1973-ban restaurálták, két későbbi festékréteget távolítottak el róla, és ekkor került elő Donatello szignója is az 1438-as évszámmal. Mellette kétoldalt a művészileg nem túl jelentős, szenteket ábrázoló szobrokat egy bizonyos Girolamo faragta. A predellán a jelenetek Keresztelő Szent János életéből egy ismeretlen 16. századi művész munkái. Az oltár alatt egy kisméretű faszobor őrzi Boldog Gentile da Matelica relikviáit, aki 1340-ben szenvedett mártírhalált Perzsiában. A bal oldali falon az Imádkozó Szent Ferenc című festmény Umberto Martina 20. századi alkotása.

### A Santissimo Sacramento-kápolna (18., 20.)
Az oltárt Max Organo tervei alapján Vincenzo Cadorin készítette 1910-ben. A falakon két 14. századi síremlék látható, az egyik Arnoldo d'Este (†1337) a másik a firenzei követ Duccio Alberti (†1336) emlékműve. A bal oldali oszlopon egy felirat emlékezik meg a bazilika 1492-es felszenteléséről.

### A Bernardo-kápolna (19.)
A kápolna nevét a Bernardo családról kapta, amely 1482-ben saját költségén felújíttatta. Az oltárt Bartolomeo Vivarini aranyozott fakeretbe illesztett többrészes táblaképe, a Madonna és a Gyermek Szent Andrással, Bari Szent Miklóssal, Szent Péterrel és Szent Pállal díszíti. A képet az 1631-es pestisjárvány után a Madonna della Saluténak is nevezték (salute=egészség). A kép klasszicizáló keretét Jacopo da Faenzának tulajdonítják. A festmény felső részén a halott Krisztus jelenik meg, kétoldalt angyalszobrokkal. A képet 1825-ben elszállították és csak 1909-ben került vissza eredeti helyére.

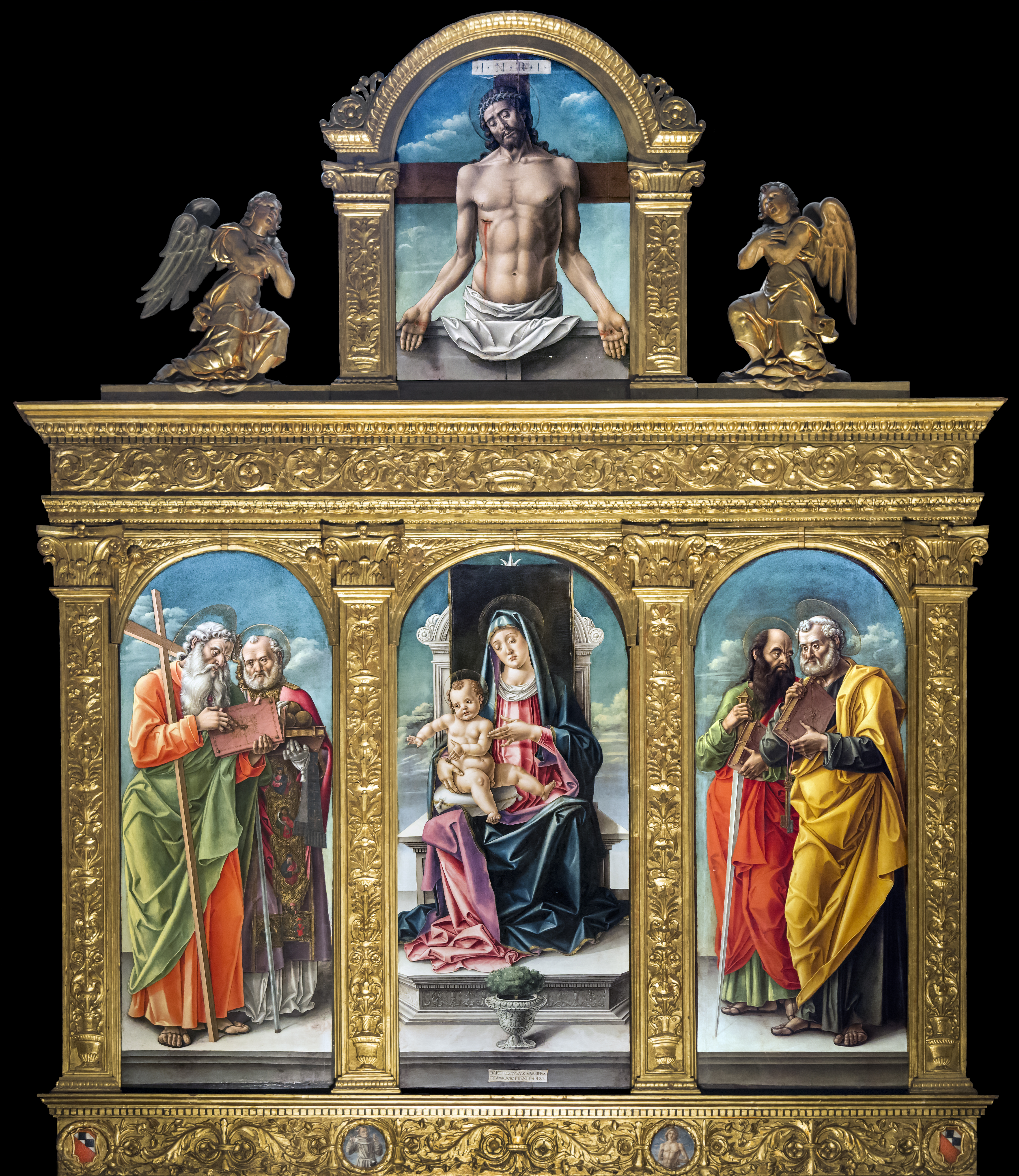
Bartolomeo Vivarini: A Bernardo-kápolna oltárképe
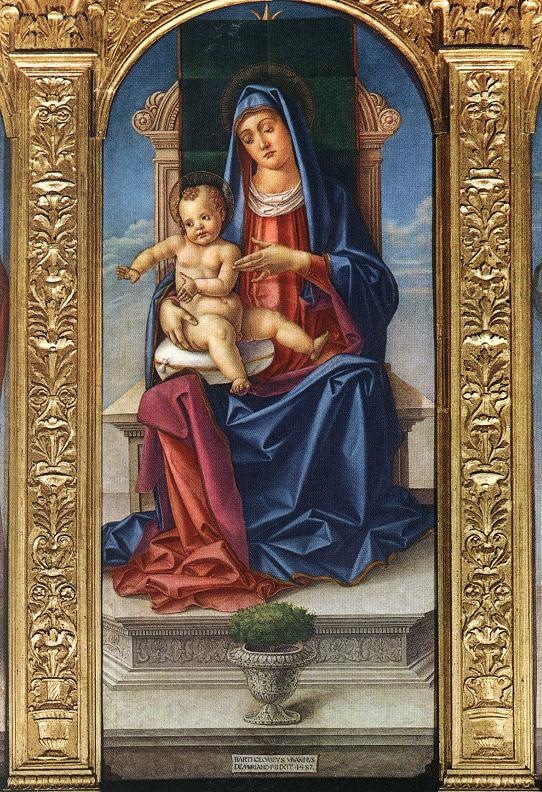
Bartolomeo Vivarini: A Bernardo-kápolna oltárképe, részlet
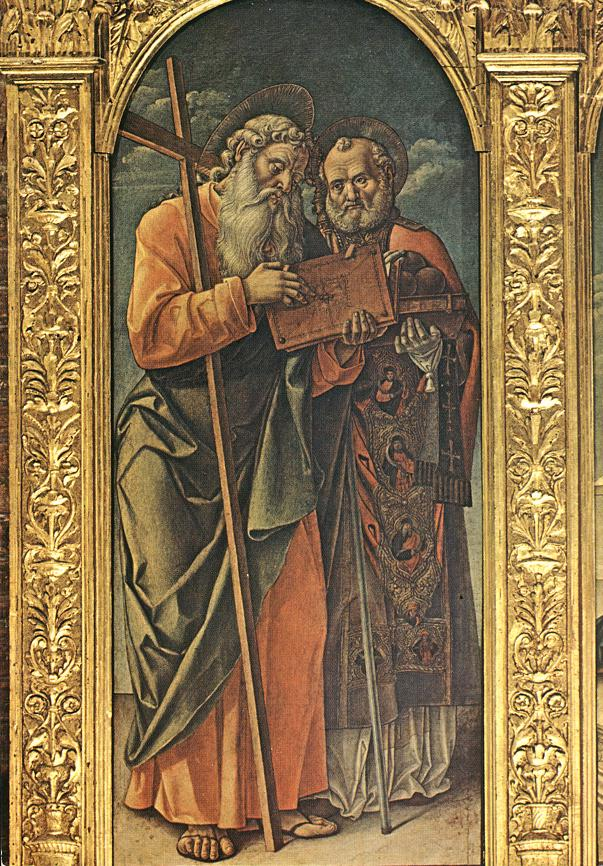
Bartolomeo Vivarini: A Bernardo-kápolna oltárképe, részlet
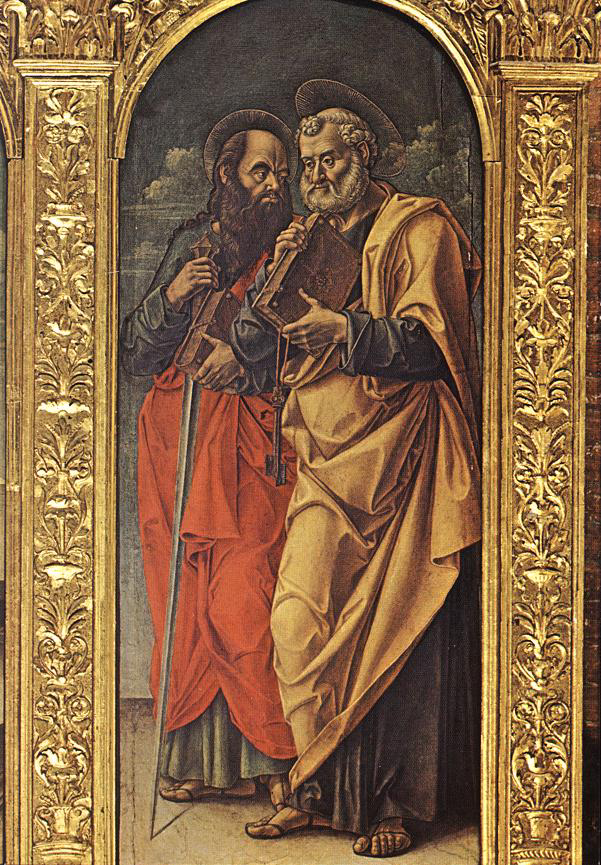
Bartolomeo Vivarini: A Bernardo-kápolna oltárképe, részlet

### A sekrestye és a káptalanterem (21-24.)

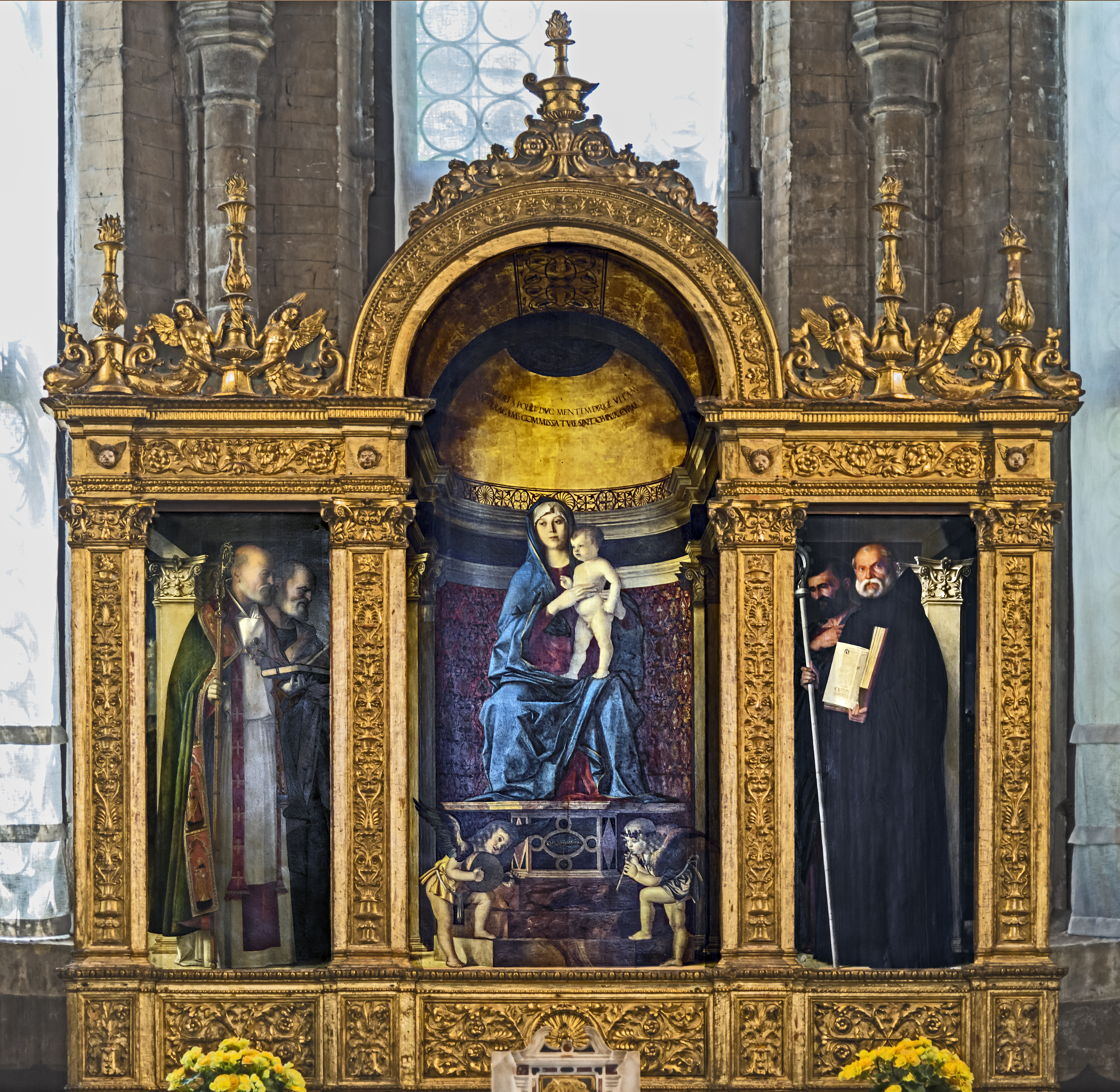
Giovanni Bellini, Madonna a Gyermekkel és szentekkel

A sekrestye 1478-ban kapta jelenlegi formáját, amikor a korábban különálló, legszélső apszist hozzácsatolták. A sekrestye így harmincegy méter hosszú, és majdnem kilenc méter széles. A bejárattal szemben álló barokk Ereklyetartó-oltárt Francesco Penso készítette 1711-ben Antonio Pittoni atya utasítására. A nagyméretű, carrarai márványból faragott domborművek a Golgota szenvedéstörténetét elevenítik meg, Krisztus keresztrefeszítését, levételét a keresztről és sírbatételét. Az első jelenetben a Krisztus vérét felfogó Mária Magdolna alakja látható, ami utalás az oltár legértékesebb ereklyéjére a Konstantinápolyból ideszállított Szent Vérre, amelyet 1480-ban Melchiorre Trevisan admirális adományozott a templomnak. Az ereklyének még abban az évben Tullio Lombardo készített egy kisméretű tabernákulumot, amely most a bejárattól balra látható. Az ampulla, benne kis mennyiségű balzsammal, amely a hagyomány szerint Krisztus vérével keveredett jelenleg az oltár közepén látható. Velencébe kerülése után minden húsvétkor díszes ereklyetartóban, körmenetben vitték körbe a városon. Az oltár tetején az aranyozott fából készült angyalokat egy Bellunóból származó fafaragó, Andrea Brustolon készítette. A bal oldali szentélyfülke oltárán áll Giovanni Bellini 1488-ban szignált képe, a Madonna a Gyermekkel Bari Szent Miklós, Szent Péter, Szent Benedek és Szent Márk társaságában. A megrendelést Bellini tíz évvel korábban kapta a Pesaro-családtól, akik az apszist korábban családi kápolnának használták. A festmény közepén a trónon ülő Madonnát jelenítette meg a művész karjában a gyermek Jézussal. A trónszék lábánál zenélő angyalok állnak. A perspektíva olyan tökéletes, hogy úgy tűnik, mintha az alakok kiemelkednének a kép síkjából. A Madonna fölötti félkörívben a festő egy imádságot festett az arany háttérre. A kétoldalt álló szentek közül kiemelkedik Szent Benedek alakja, akit egyszerű ünnepélyes öltözékben, életteli arckifejezéssel ábrázolt a festő. A klasszicizáló stílusú keretet Jacopo da Faenza faragta, feltételezhetően Bellini tervei alapján. A kápolna falán Giambattista Pittoni két kisméretű képe látható a 18. századból. A káptalanterem bejárata fölött Sassoferrato Madonna képe szintén a 18. századból származik. A szomszédos, 17 méter hosszú és 10 méter széles káptalanteremben állították fel Francesco Dandolo dózse (†1339) síremlékét. Az emlékművet Paolo Veneziano képe a Madonna a Gyermekkel díszíti. A Madonna mellett kétoldalt Szent Ferenc és Magyarországi Szent Erzsébet a dózsét és feleségét Mária kegyeibe ajánlja. A kissé merev vonalú alakok még erőteljes bizánci hatásról árulkodnak, de már felfedezhetők rajtuk gótikus elemek is. Az eredetileg aranyozott bizánci szarkofág elején a dombormű Mária halálát jeleníti meg, sarkain két angyal, ezenkívül Szent Márk és János evangelisták jelképei állnak. A káptalanterem szekrényeiben helyezték el a ferencesek 1800-as elűzésekor kifosztott kincstárból megmaradt arany és ezüst ereklyetartókat, kelyheket és miseruhákat.

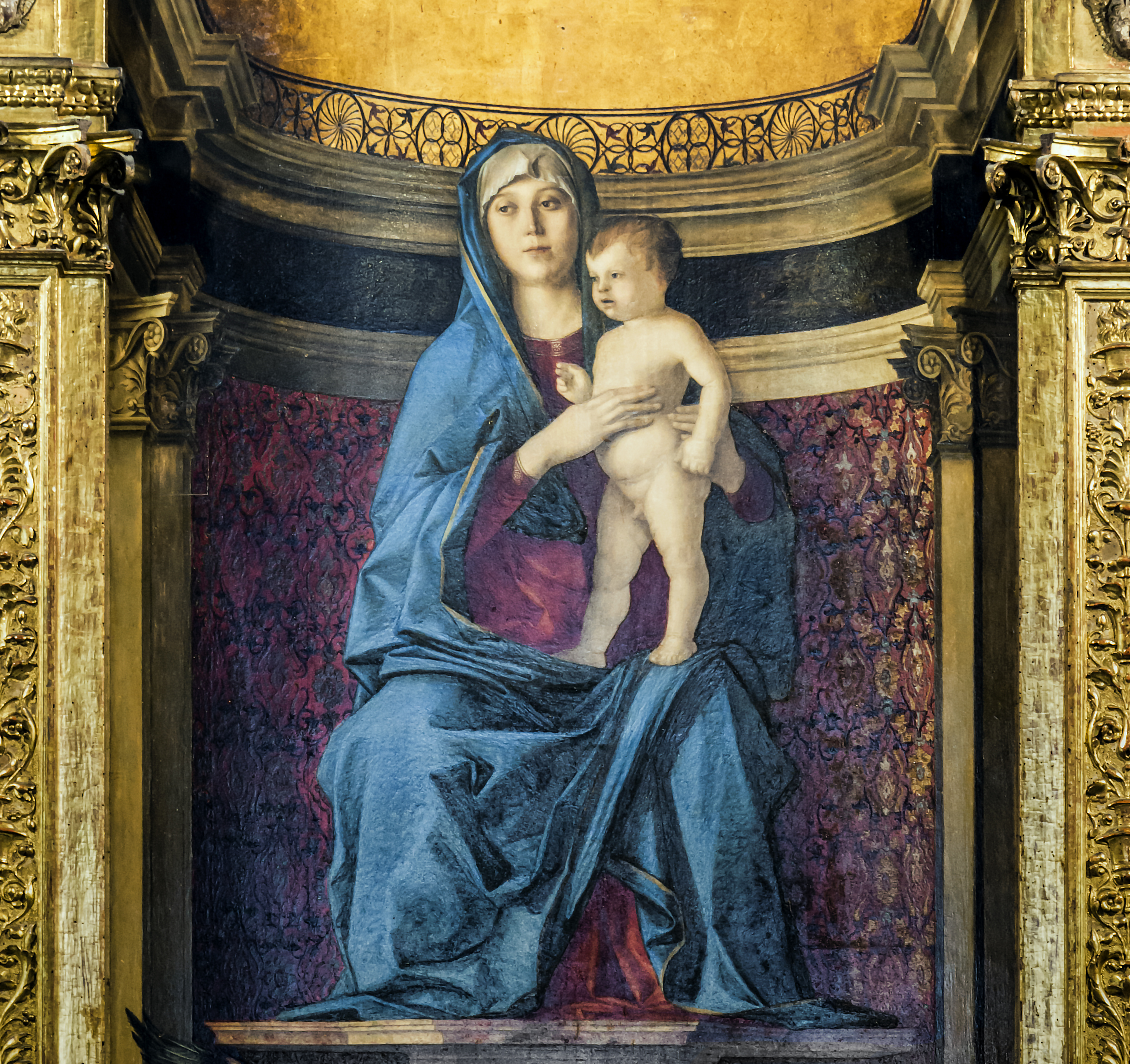
Giovanni Bellini: A Madonna a Gyermekkel és szentekkel, részlet
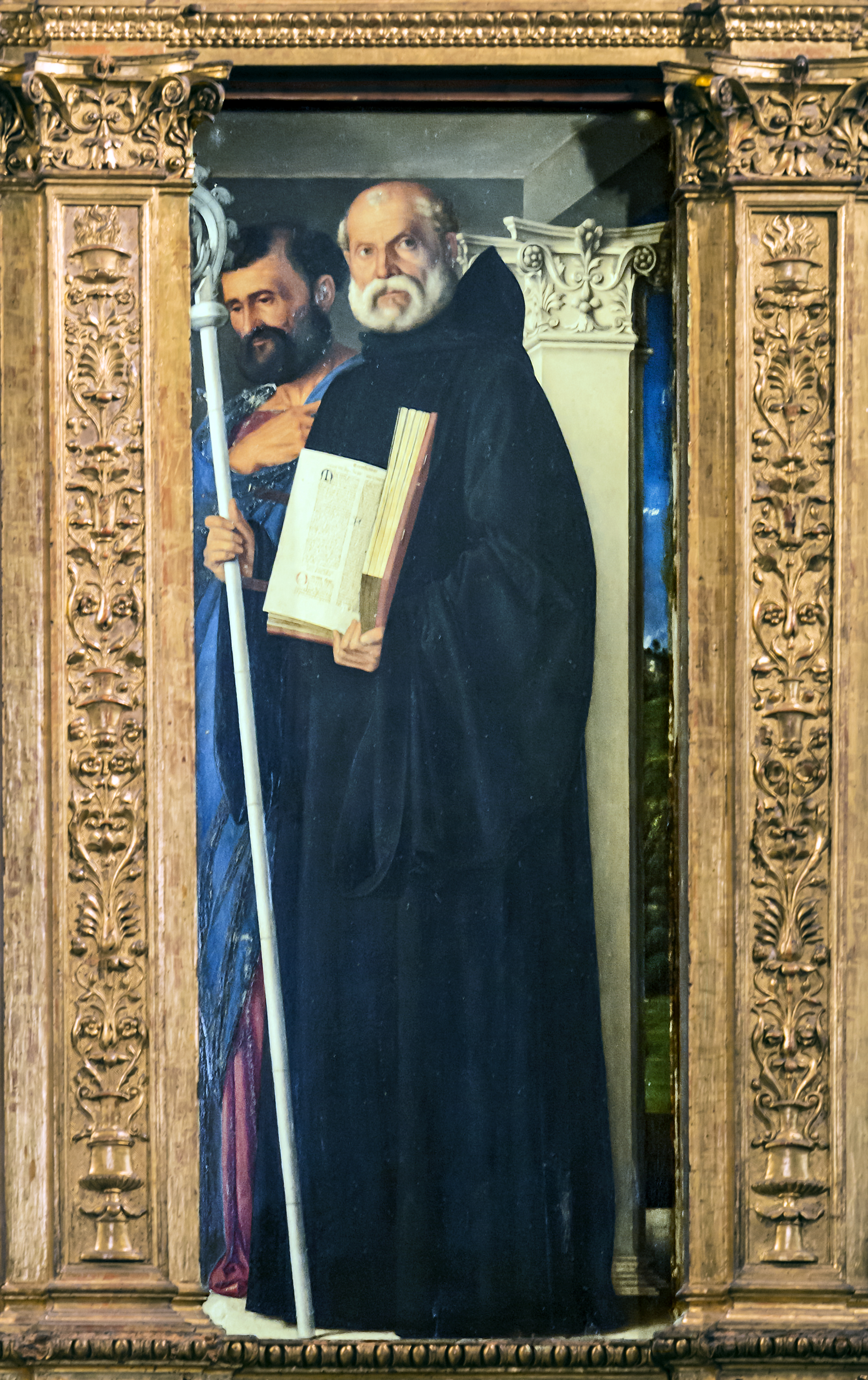
Giovanni Bellini: A Madonna a Gyermekkel és szentekkel, részlet
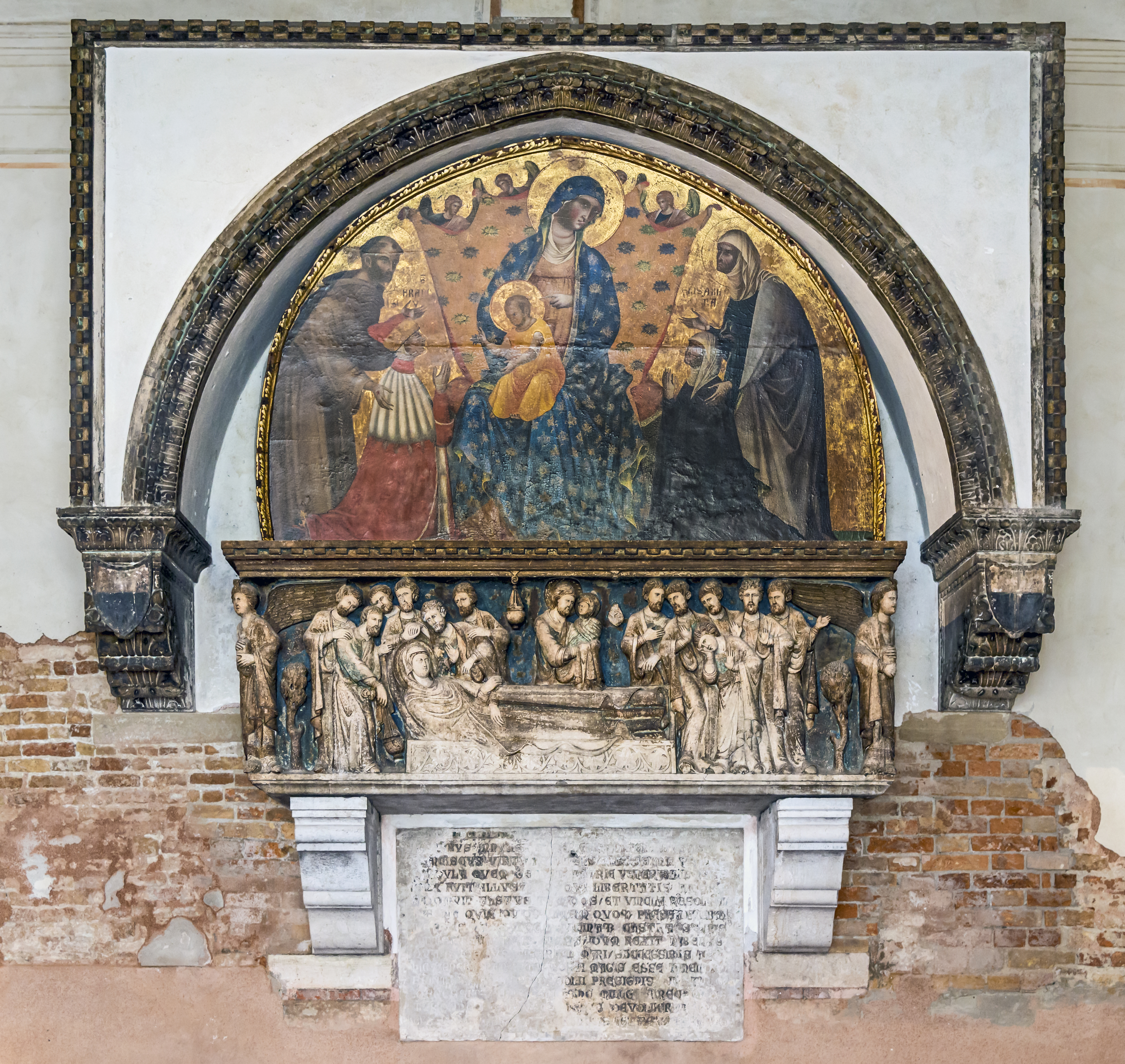
Francesco Dandolo dózse emlékműve
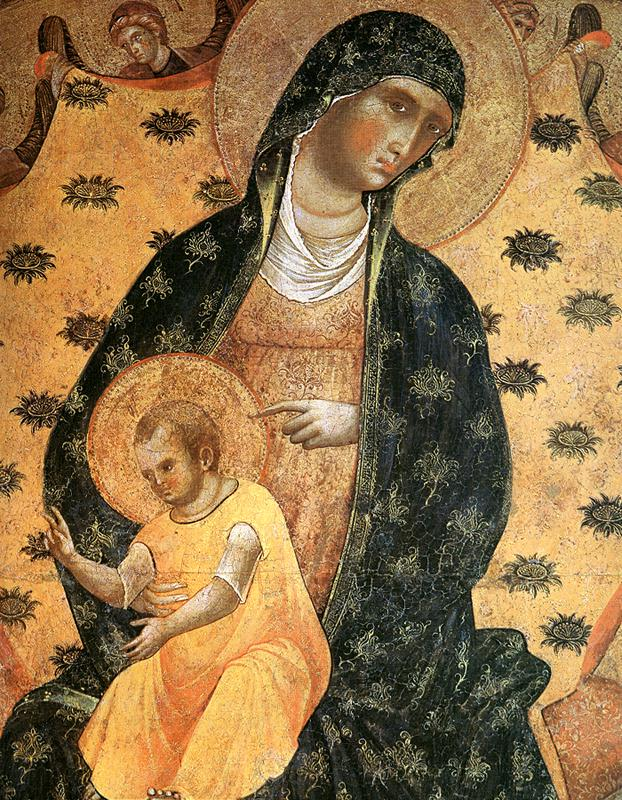
Francesco Dandolo dózse emlékműve, részlet

### A jobb oldali kereszthajó (25-26.)

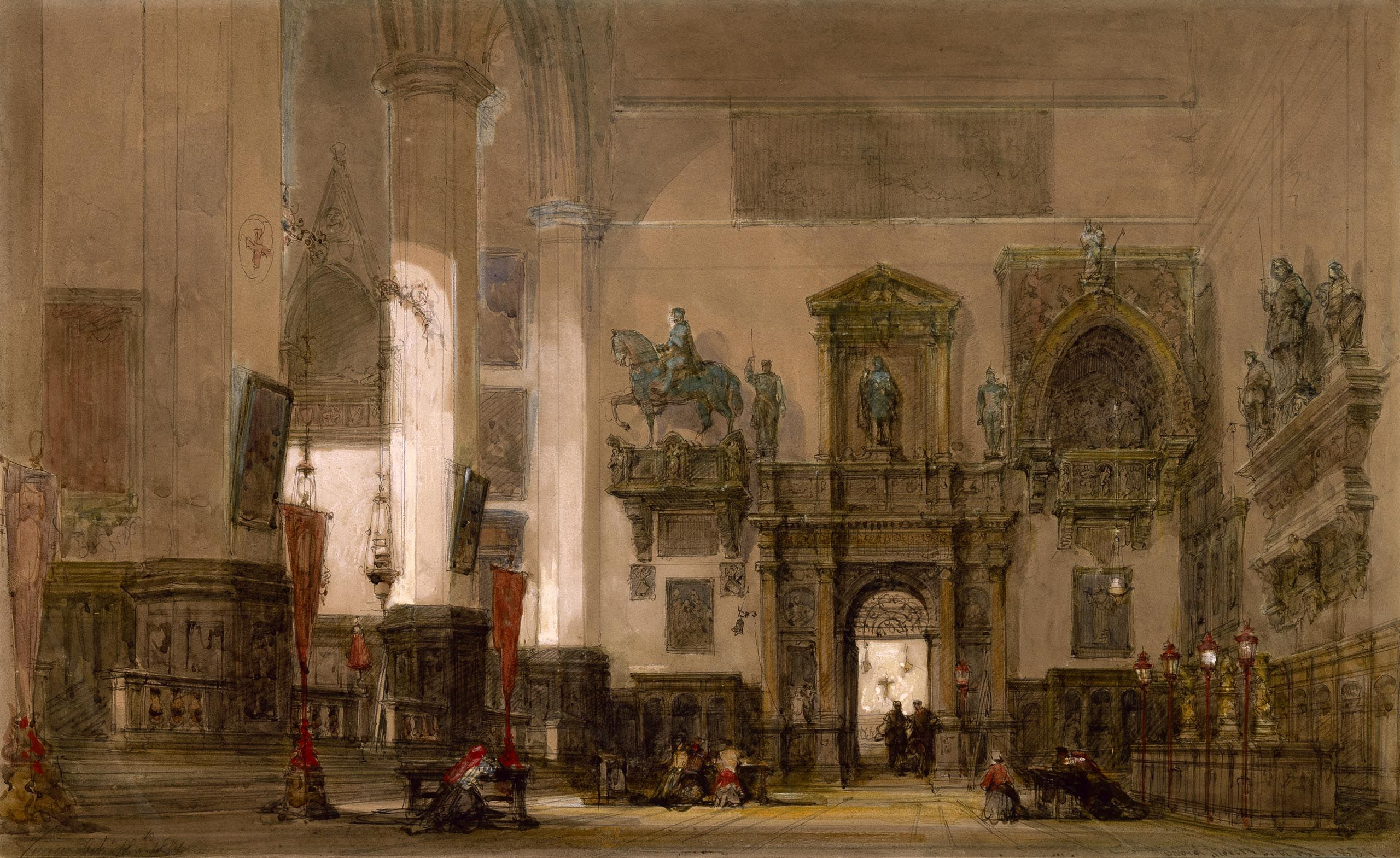
A jobb oldali kereszthajó, David Roberts akvarellfestménye a 19. századból

A kápolnák mellett balról az első síremlék a római Paolo Savelli sírja. Savelli, aki a velencei szárazföldi hadsereg parancsnoka volt Padova ostrománál vesztette életét 1405-ben, a harcok után kitört pestisjárványban. A gótikus szarkofág fölött a hadvezér fából készült lovasszobra a sienai Jacopo della Quercia alkotása. Ez volt az első lovasszobor, amelyet a Velencei Köztársaság egy hadvezérének emeltetett. Az elegáns, egyszerű szarkofág feltehetően a Dalle Masegne testvérek műhelyében készült, de az is lehet, hogy a franciaországi Rinaldino munkája. A sekrestyébe vezető ajtót Benedetto Pesaro emlékműve keretezi. Pesaro a velencei flotta admirálisa volt, aki több jelentős győzelmet aratott a törökök felett és visszaszerezte a köztársaság számára Kefalónia és Lefkáda szigeteit. Pesaro 1503-ban halt meg Korfun, és végrendeletében azt kérte, hogy a templomban temessék el. A síremléket a hadvezér egyetlen fia, Girolamo megbízásából Giambattista Bregno készítette. A reneszánsz síremlék két részre osztották fel. Az alsó részen, a sekrestye bejárata mellett két-két korinthoszi oszlop áll. A felső részen a két szélső oszlop fölött Neptunus és Mars szobrait helyezték el. Az egyenes vonalú szarkofág elején két dombormű Lefkéda és Kefalónia erődítményét ábrázolja. A szarkofág tetején áll az admirális teljes harci felszerelésben, fején tengerészsapkában. A timpanon tetején egy kisméretű Madonna a Gyermekkel az emlékmű egyetlen a valláshoz köthető eleme. Jobbra Boldog Pacificónak, Szent Ferenc egyik társának sírját építették a falba. Az emlékmű eredetileg Scipione Bon szenátor megrendelésére készült, aki saját emlékművének szánta, de később mégis a ferenceseknek adományozta. A szenátort az emlékmű alá temették a padlóba. A márvány szarkofágon a három teológiai erény szobrai között két domborművön a Leszállás a pokol tornácára és Feltámadás jelenik meg. A szarkofág fölötti csúcsíves területen Krisztus megkeresztelését ábrázolta az ismeretlen művész. Az emlékmű legfeltűnőbb része egy gazdagon díszített gótikus boltív. A boltívet növényi motívumok, szentek, zenélő angyalfigurák, és címerpajzsok borítják, és egy Angyali üdvözlet-freskó keretezi. Csúcsán egy Madonna a Gyermekkel szobor áll, alkotója feltehetően Nanni di Bartolo, aki 1424-ben tartózkodott Velencében. A kereszthajó bal oldali falán kapott helyet Jacopo Marcello síremléke, aki a 15. század végén volt a velencei flotta főparancsnoka és Gallipolinál vesztette életét 1488. március 31-én. A domborművekkel borított, szép vonalú szarkofágot három görnyedt alak tartja a hátán, tetején a hadvezér páncélos alakja áll. A síremléket egy 15. századi freskó keretezi, amely az elhunyt diadalmenetét ábrázolja.

### Jobb oldalhajó (27.)

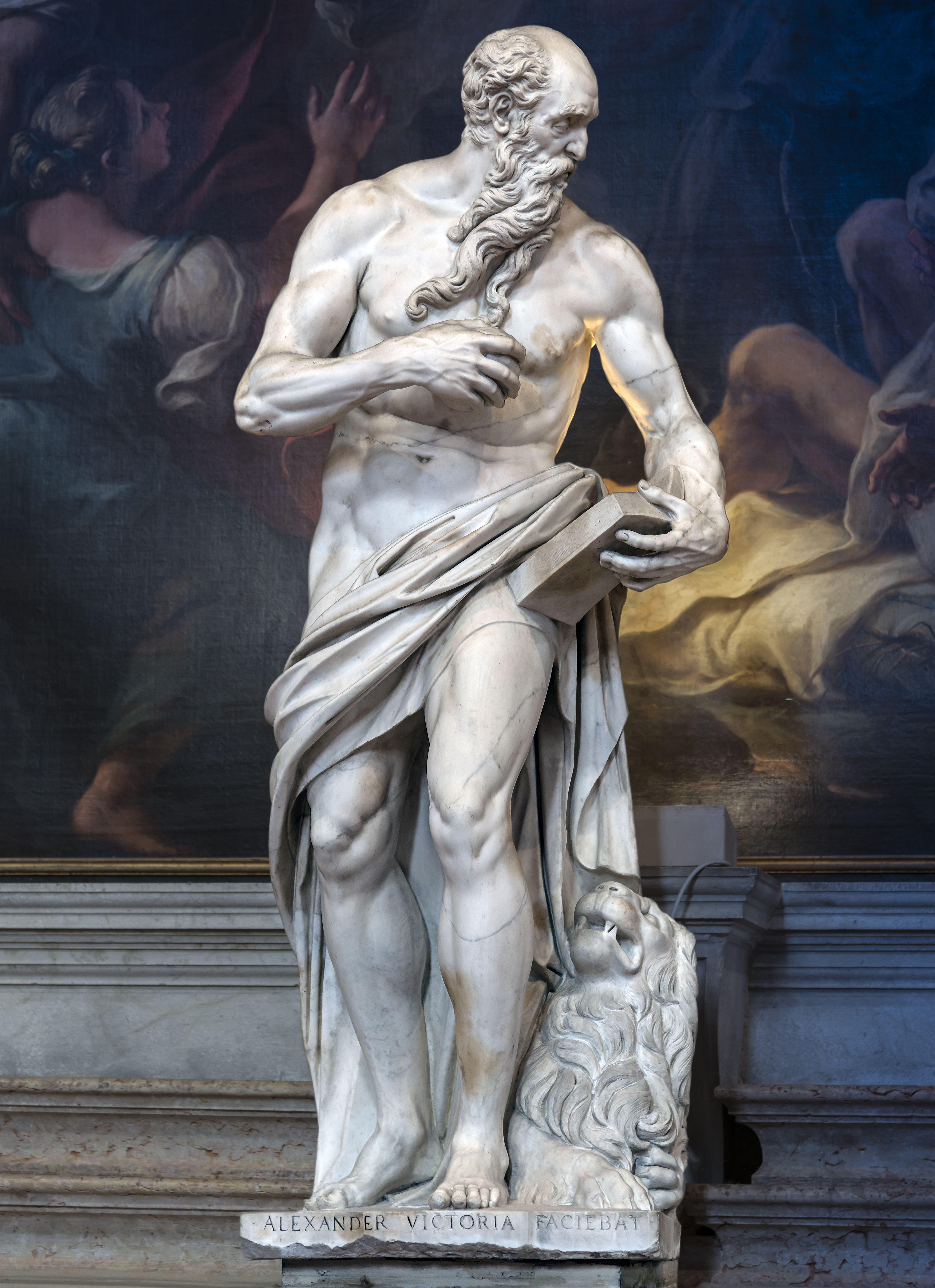
A Copertinói Szent József oltár, rajta Alessandro Vittoria Szent Jeromos szobrával

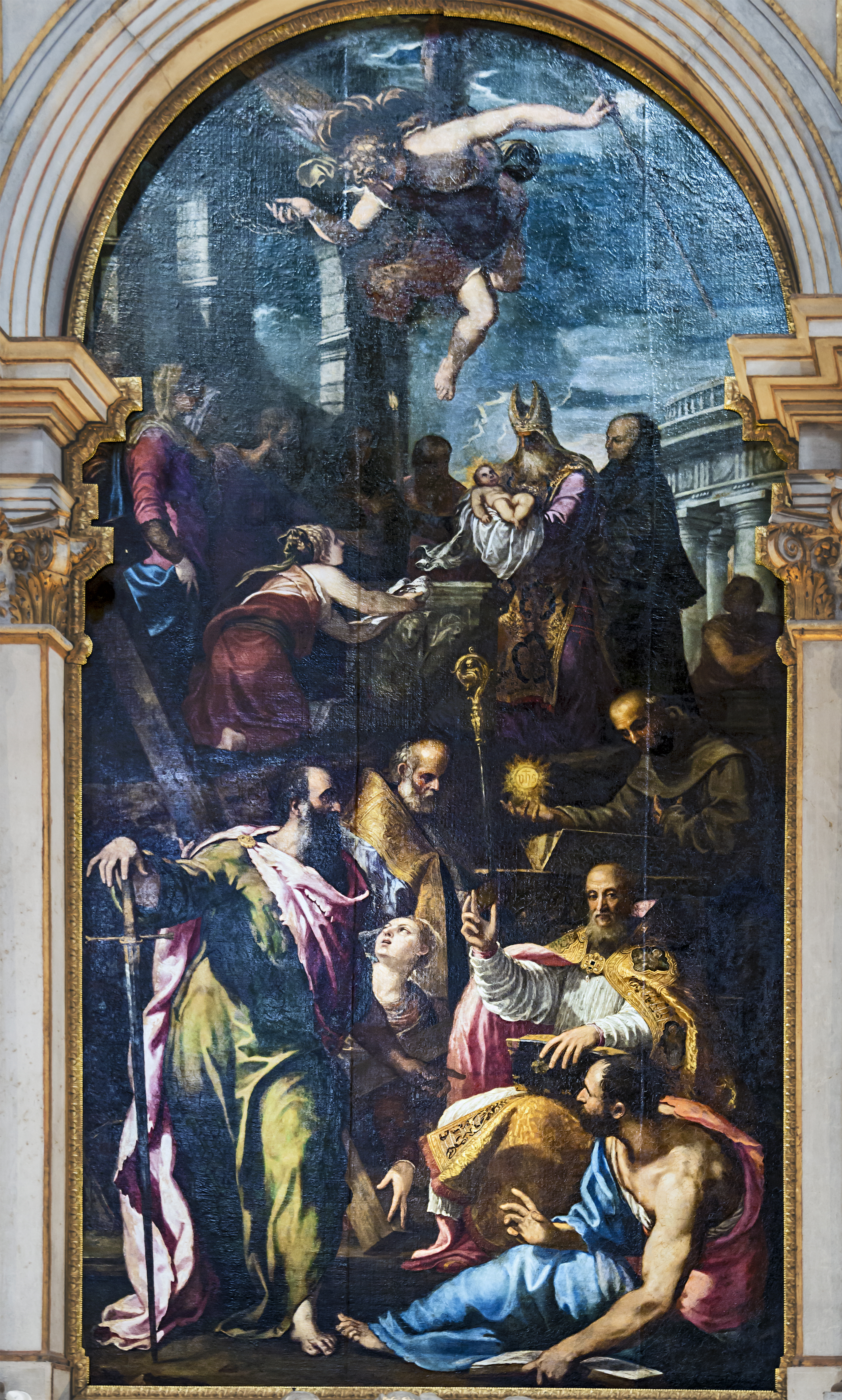
Giuseppe Porta (Salviati), Jézus bemutatása a templomban

A kolostorba vezető ajtó fölött egy fakoporsóban őrzik Luigi dalla Torre apát. holttestét, akit Tristaio Savorgnan gyilkolt meg 1549-ben. A hagyomány szerint a faláda az 1432-ben kivégzett hadvezér Carmagnola maradványait rejti, erre azonban nincs közvetlen bizonyíték és a koporsó mellett látható címer is a Dalla Torre családé. Az elhunytak maradványait átmenetileg ilyen koporsókban őrizték, amíg síremlékük el nem készült. Korábban a Bernardo-kápolnában is voltak ilyen koporsók a falon, azonban 1732-ben az összeset eltávolították. Az ajtó mellett Benedetto Brugnolo filozófus emlékműve feltehetően a Lombardo testvérek műhelyében készült. A következő, Alexandriai Szent Katalinnak szentelt oltárt Jacopo Palma il Giovane, 16. századi festménye, a Szent Katalin mártíromsága díszíti. A kép közepén imádkozó Szent Katalint egy angyal menti meg a haláltól, miközben a darabjaira tört kerék elpusztítja hóhérait. Az oltár mellett Giacomo Barbaro kapitány (†1511), a törökök elleni harcok egyik jelentős hadvezérének egyszerű, de elegáns vonalú síremléke áll.

### A Copertinói Szent József-oltár (28.)
Az oltár 1564-ben készült el, rajta Alessandro Vittoria szobraival. Jelenlegi formáját 1753-ban kapta, amikor a szobrok egy részét, valamint a stukkódíszítést eltávolították róla és Giuseppe Nogari Copertinói Szent József extázisa című festményével helyettesítették. Az oltár fölötti timpanonon Vittoria két szibillát ábrázoló szobra látható, amelyeknek elhelyezése és kialakítása emlékeztet Michelangelo a firenzei San Lorenzo-templom sekrestyéjében található remekműveire. Az oltár mellett kétoldalt falfülkékben Szent Péter és Szent András szobrait helyezték el. Az átalakítás után is az oltáron maradt a művész egyik legszebb alkotása, az 1565-ben készült Szent Jeromos-szobor. Szent Jeromos arcának kialakításakor a művész modellje Tiziano lehetett.

### A Bemutatás-oltár (29.)
Az oltárt az Oltáriszentséget imádó Jézus és Mária Szent Nevének Gyülekezete állíttatta. 1457-ben Maffeo Contarini, Velence patriarchája negyven napos bűnbocsánatot hirdetett azoknak, akik ellátogattak és tiszteletüket fejezték ki a Signum Christi előtt. Az oltárt díszítő Jézus bemutatása a templomban című majdnem öt méter magas és több mint két méter széles festményt Giuseppe Porta, más néven Salviati festette 1548-ban. A festmény középső harmadában a gyermek Jézust bemutatják az agg Simeon főpapnak, miközben Mária és József oldalról figyelik a jelenetet. Fölöttük egy angyal a töviskoszorút és az ecetbe áztatott szivacsot, a passió szimbólumait tartja. A kép alsó harmadában a megrendelő Valier család védőszentjei állnak, Szent Pál, Szent Heléna, Szent Miklós, Sienai Szent Bernát, Szent Ágoston és Szent Márk.

### Tiziano emlékműve (30.)
Tiziano 1576 augusztusában halt meg pestisben. Végrendeletében azt kérte, hogy a templomban temessék el, a Feszület-oltár elé, amelyre utolsó, félbemaradt Pietà képét festette. A festmény ma a Gallerie dell'Accademiában látható. A törvények tiltották a járványban elhunytak templomban való temetését, de Tiziano esetében kivételt tettek. Síremléke csak évszázadokkal később készült el, felállításához I. Ferdinánd osztrák császár jelentős összeggel járult hozzá. A hatalmas és túlzottan akadémikus emlékművet Canova tanítványai, Luigi és Pietro Zandomeneghi készítették 1838 és 1852 között. A négy oszloppal tagolt emlékmű közepén Tiziano ülő szobra látható, mellette a Tudás géniuszával és a Természet allegóriájával. Kétoldalt négy nőalak a Festészetet, a Szobrászatot, a Rajzművészetet és az Építészetet szimbolizálja. Az emlékmű hátterén öt dombormű a művész leghíresebb festményeit ábrázolja. Középen látható a Mária mennybevétele, balra Veronai Szent Péter mártíromsága (SS. Giovanni e Paolo-templom, sekrestye), jobbra pedig Szent Lőrinc mártíromsága (Santa Maria Assunta, a jezsuiták temploma). Az oszlopok fölött jobbra a Mária és Erzsébet találkozása, balra a Pietà domborműves ábrázolása kapott helyet. A síremlék tetejére helyezték el Velence jelképét a szárnyas oroszlánt.

### Szent Antal oltára (31.)
A fehér márványból faragott oltárt 1663-ban állították fel a Szent Antal testvériség megbízásából, egy másik, fából készült oltár helyére. Tervezésével a testvériség Baldassare Longhenát bízta meg, kivitelezője a feljegyzések szerint Giuseppe Sardi lehetett. Az oltár alsó részét négy oszloppal tagolták, a középen álló Szent Antal-szobor, Giacomo di Caterino munkája 1450-ből való. Mellette a Hit és a Reménység alakját, ezenkívül az oltár tetején álló Feltámadt Krisztus szobrot Bernardo Falcone faragta a 17. században. A felső sávban látható nőalakokat, a Könyörületesség, az Igazság, a Mértékletesség, az Állhatatosság és az Erő allegóriáit Juste Le Court műhelyében készítették. Az oltár mellett a templom belső homlokzatára helyezték el a genovai Francesco Rosa: Páduai Szent Antal feltámaszt egy embert című, 1670-ben készült festményét.

### A kolostorok
A templom kolostorát nagy mérete miatt - több mint háromszáz helyiségből áll– Ca' Grandénak, Nagy Háznak is nevezték. Az első kolostor, a Chiostro della Trinità, a Szentháromság-kolostor a hozzá kapcsolódó másik, kisebb kolostor a Chiostro di Sant'Antonio, a Szent Antal-kolostor. A kolostorokban számos híres szerzetes is lakott, közülük a legismertebbek Ludovico Donato az első velencei bíboros, Francesco della Rovere aki IV. Szixtusz, Felice Peretti, aki V. Szixtusz néven lett pápa, Paolino da Venezia a Cronologia Magna (1320 körül) szerzője, valamint Vincenzo Coronelli térképész és földrajztudós, aki 1701 és 1707 között a ferencesek rendfőnöke is volt. A 18. század második felében a kolostorokat felújították és Bernardino Maccaruzzi vezetésével részlegesen átépítették. Napóleon uralkodása alatt a szerzeteseket elűzték, a kolostorok egy ideig a hadsereg fennhatósága alá kerültek, ezalatt az épületeteket kaszárnyának használták. Végül 1815-ben királyi utasításra Európa egyik legjelentősebb levéltárává alakították át, ahova a Velencei Köztársasággal kapcsolatos, a 9. századtól a köztársaság bukásáig összegyűlt dokumentumokat helyezték el. Az épületet utoljára 1982-ben restaurálták. A Szentháromság-kolostor nevét az udvar közepén álló kút tetejére helyezett Szentháromság-szoborcsoportról kapta. A kolostor már az első templom idejében megépült, de jelenlegi formáját csak a 16. században nyerte el. Az átalakításhoz a terveket Andrea Palladio készítette, de a kivitelezésre csak halála után 1589 körül került sor. A kutat 1713 és 1714 között Antonio Pittoni atya utasítására Giovanni Trognon építette, a rajta álló szoborcsoportot, valamint mellette Szent Péter és Szent Pál szobrait Francesco Penso, ismertebb nevén Cabianca faragta. A harmincegy méter hosszú és harmincnégy méter széles udvart folyosók szegélyezik, negyvennégy isztriai kőből készült oszloppal. Az évszázadok során a kolostor udvara folyamatosan nyitva állt a város lakossága előtt, azért, hogy a hozzáférjenek a kút bőséges vízkészletéhez. Az 1718-as nagy szárazság ideje alatt ez volt az egyetlen kút a városban amelyik nem száradt ki. A szomszédos Szent Antal-kolostor a 14. század első felében épült, a Szent Antal szobrával díszített kút építését Giuseppe Cesena atya rendelte el 1689-ben. Nem teljesen négyzet alakú oldalainak hossza harmincegy és harmincnégy méter között váltakozik, az oldalfolyosókat harminckét oszlop tartja. A kolostorban a könyvtár mellett térképészeti műhely, nyomda és kórház működött, ezenkívül itt volt a teológiai kar és az inkvizíció tárgyalóterme is.